# Théâtre Graslin
Ne doit pas être confondu avec Théâtre de Poche Graslin.
Résidence
Le théâtre Graslin est la salle d'opéra de Nantes, en Loire-Atlantique, exploité par Angers -Nantes Opéra. Édifié à la fin du XVIIIe siècle, il est inscrit à l'inventaire des monuments historiques depuis le 8 décembre 1998.

## Présentation
Le théâtre se situe sur la place Graslin, entre les rues Molière, Scribe et Corneille. La salle a une capacité d'accueil de 784 places assises.
C'est, avec le Grand Théâtre d'Angers, un des deux lieux de résidence du syndicat mixte Angers-Nantes Opéra.

## Histoire

### Contexte de la construction

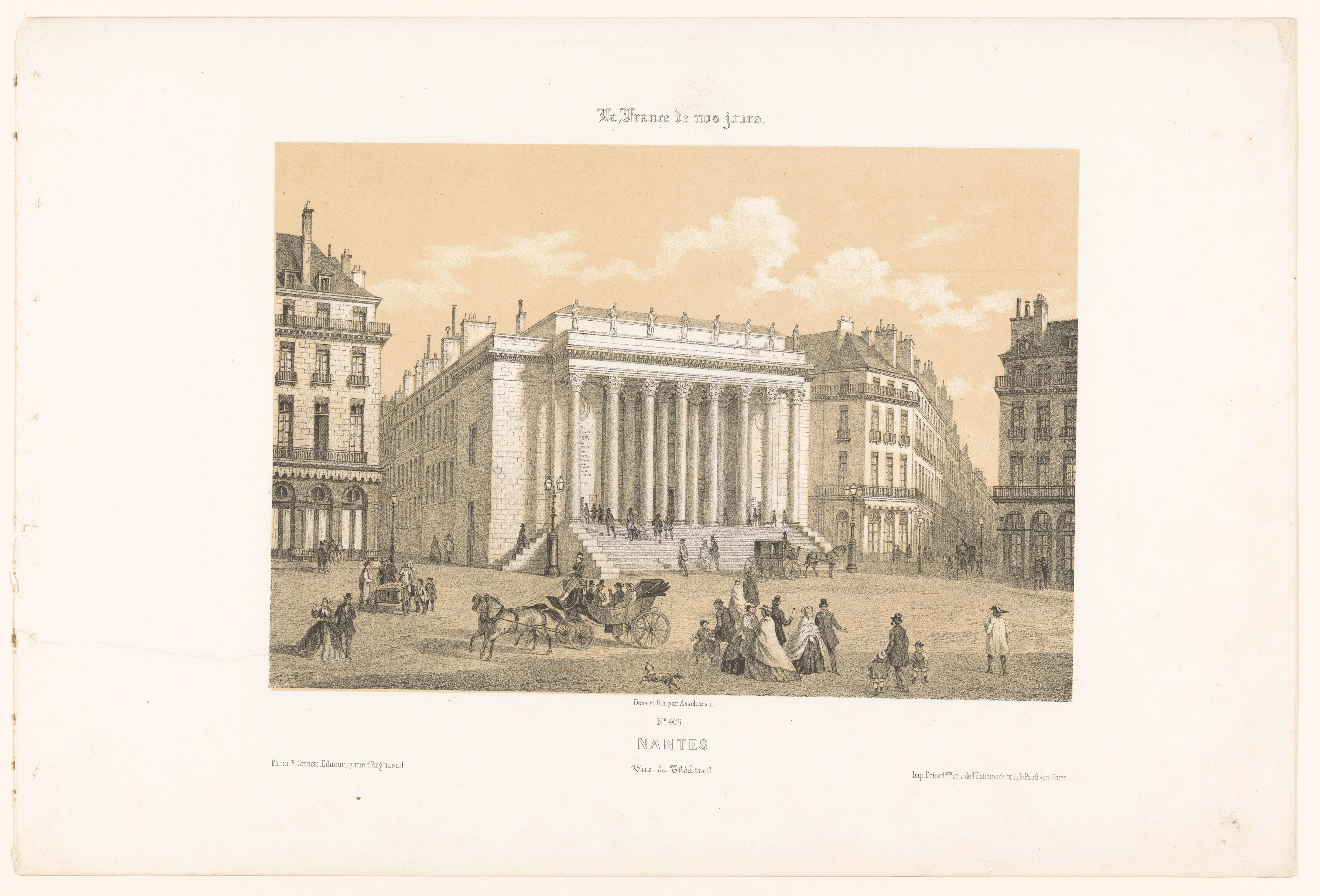
Le théâtre Graslin au XVIIIe siècle.

Au XVIIIe siècle, le commerce nantais est florissant. De nombreux armateurs s'enrichissent, notamment par la traite négrière. Cet enrichissement des négociants nantais entraîne la construction d'hôtel particuliers et de bâtiments publics. Pour pouvoir réaliser ces projets, des opérations immobilières sont menées. La plus spectaculaire est la réalisation de l'île Feydeau. Après des débuts difficiles, cette opération démontre la possibilité de faire des profits sur la vente de biens immobiliers. À partir de la nomination de Jean-Baptiste Ceineray comme architecte-voyer, en 1760, la transformation de la ville s'accélère. Le problème principal est le manque de place. Le quai de la Fosse, lieu d'activité et de résidence des armateurs et négociants, est saturé. Il est surplombé par une colline dont la pente est suffisamment abrupte pour avoir dissuadé les tentatives d'urbanisation. L'Île Feydeau a été créée sur une grève, mais les constructions ont souffert de l'instabilité du terrain, ce qui freine les investissements dans les îles de la Loire. Les espaces viables disponibles sont rares et souvent occupés par des institutions religieuses ou les fortifications de la ville. Celles-ci sont donc démolies dans la deuxième moitié du XVIIIe siècle, et des programmes immobiliers conduits par la municipalité sont réalisés par Ceineray.
Il existe à Nantes une tradition de théâtre et d'opéra ; les premières œuvres de ce genre sont présentées dans la ville en 1687. La salle la plus réputée au XVIIIe siècle est le « théâtre des Variétés », situé rue Bignon-Lestard (aujourd'hui rue Rubens). Mais cette salle est jugée trop petite, et l'académie de musique, fondée par le maire Gérard Mellier en 1727, ne dispose pas de lieu approprié pour donner ses concerts. La demande est donc forte pour la construction d'une nouvelle salle de spectacle. En 1755, l'architecte Pierre Vigné de Vigny envisage la construction de ce type d'équipement à la place d'une halle au blé et aux poissons située quai Brancas. Puis Ceineray conçoit d'édifier une salle de spectacle et une salle de concert tout d'abord au sud de la place Royale alors en projet, puis de part et d'autre de la rue Sainte-Catherine (aujourd'hui rue du Couëdic). Mais à chaque fois, le manque d'espace disponible empêche la réalisation des projets.

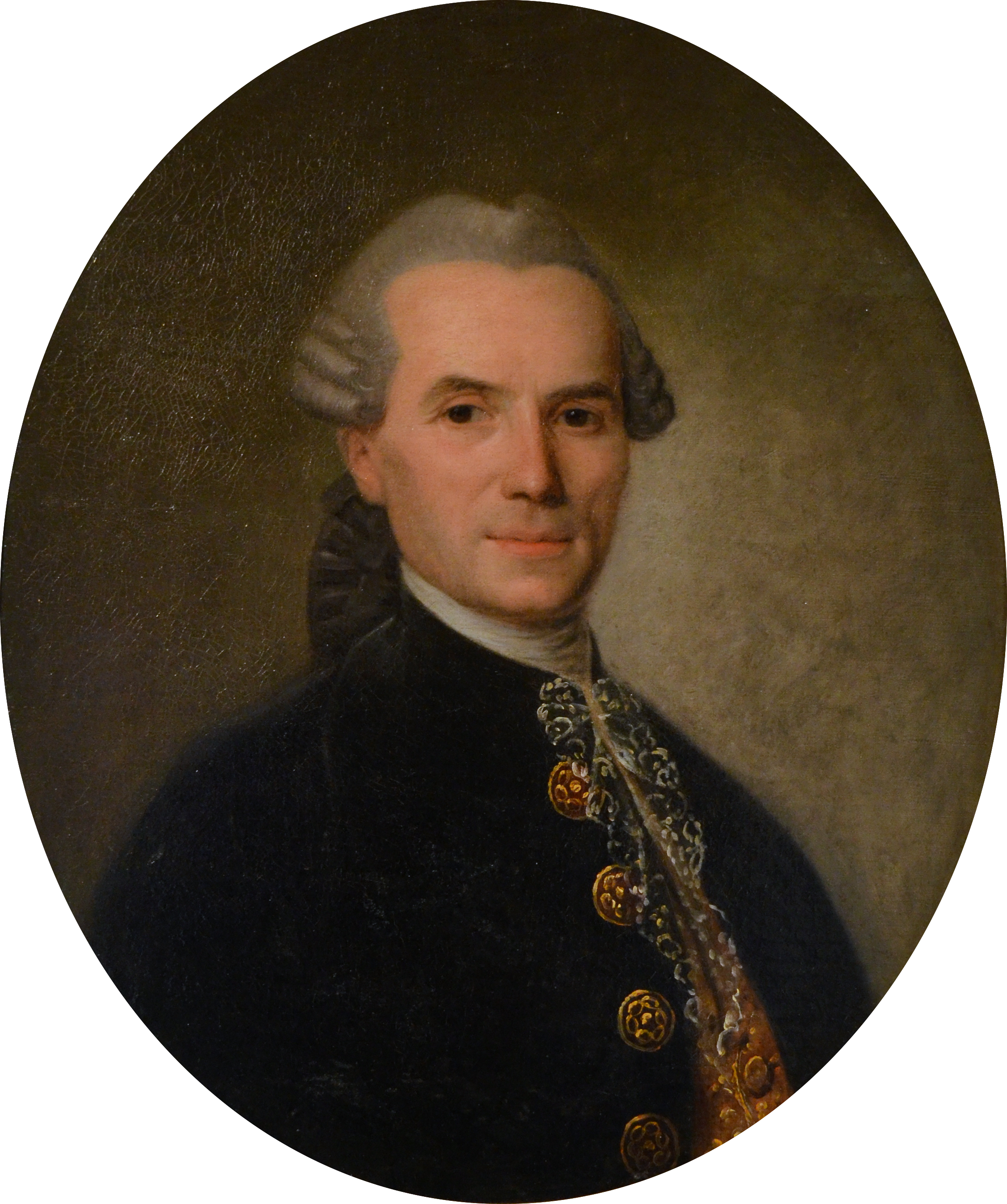
Portrait de Jean-Joseph-Louis Graslin par un anonyme.

À la fin des années 1770, Jean-Joseph-Louis Graslin, receveur général des fermes du roi à Nantes depuis une dizaine d'années, décide de financer une opération immobilière privée d'envergure, dans un but spéculatif. Il achète des terres agricoles, la « tenue Bouvet » et la « tenue La Cagassais », afin d'y faire construire des hôtels particuliers et de rapport dans le but de les revendre. Pour en augmenter la valeur, il compte les desservir par des voies publiques de qualité, le long desquelles seront implantés des bâtiments publics de prestige, destinés à attirer la fraction la plus fortunée de la population : un théâtre, l'hôtel des Fermes, un muséum, un « hôtel garni », une nouvelle église Saint-Nicolas, et la Bourse de commerce. Pour cette dernière notamment, il se heurte à l'opposition des marchands, qui considèrent le site trop éloigné du centre d'activité. De plus, le clergé s'oppose à la construction d'un théâtre près d'un lieu de culte. Seules « victoires », Graslin réussit à obtenir la construction, sur l'esplanade qui prendra le nom de place Graslin, de l'« hôtel de France », et l'ouverture d'une salle de spectacle de prestige. L'attraction de celle-ci a suffi à déplacer le centre de gravité de la ville vers le nouveau quartier centré autour du « Grand Théâtre ».

### Conception

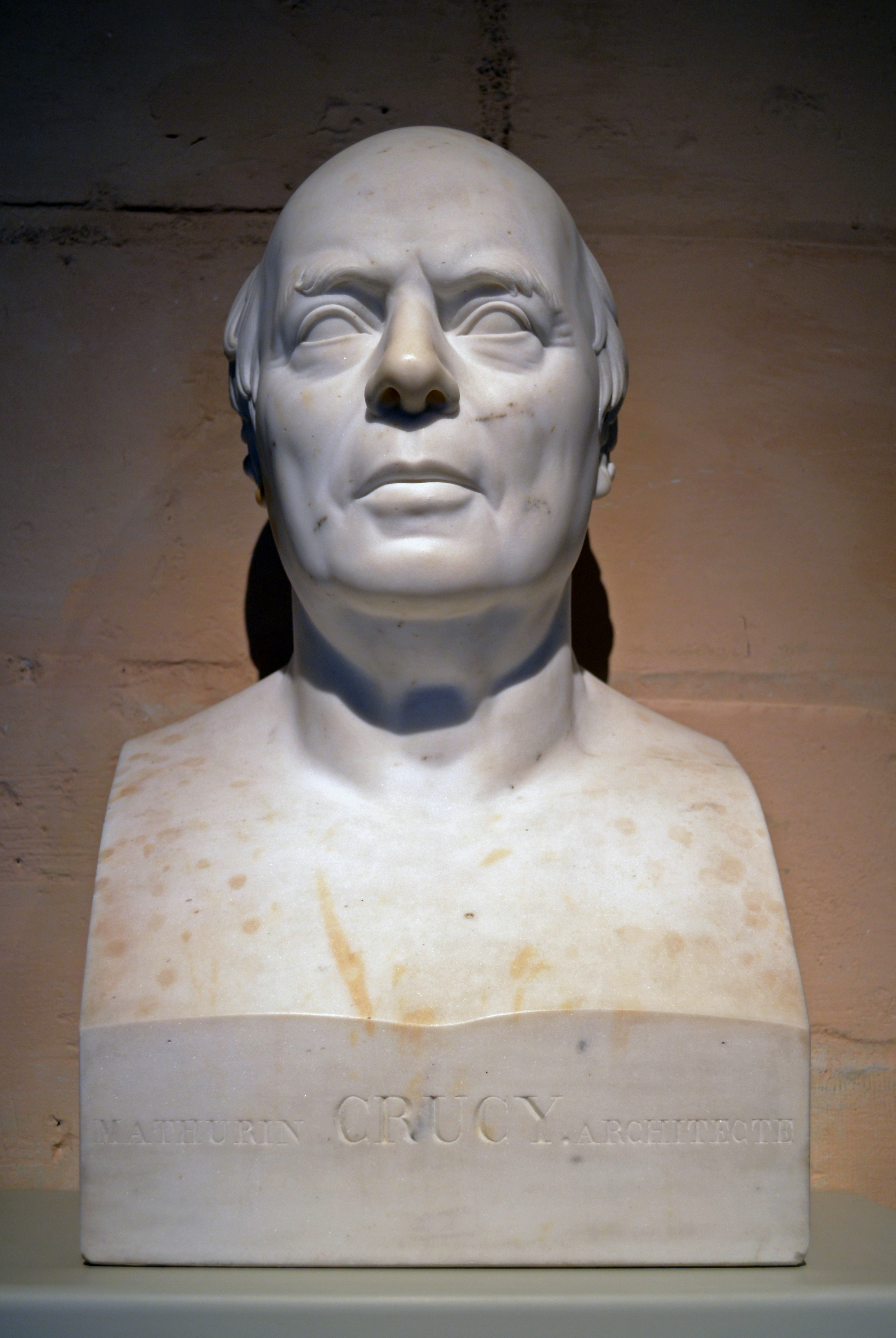
Buste de Mathurin Crucy.

Jean-Joseph-Louis Graslin, en 1780, confie à Mathurin Crucy la mission de dresser le plan de la salle de spectacles. L'architecte, plus au fait des nouveautés en matière de construction de ce type de bâtiments, œuvre dans une optique plus moderne que son prédécesseur Jean-Baptiste Ceineray, inspiré par les théâtres du XVIIe siècle et les salles de jeu de paume. Le modèle en vogue à l'époque où Crucy conçoit ses plans est celui de l'opéra de Lyon, réalisé par Jacques-Germain Soufflot entre 1753 et 1756. Ce modèle n'a pas une influence directe sur l'œuvre de Crucy à Nantes. Lorsqu'il prend en main la conception du théâtre, en 1780, d'autres nouvelles salles marquent cette époque : le Grand Théâtre de Bordeaux, inauguré cette année-là ; le théâtre de l'Odéon, en construction, inauguré en 1782 ; le lancement de l'aménagement du théâtre du Palais-Royal, inauguré en 1784 ; et enfin le théâtre de Besançon, commencé en 1778 et inauguré en 1784.
Crucy doit tenir compte de nouvelles contraintes architecturales liées aux lieux publics, apparues à cette époque. La facilité d'accès à l'édifice et l'éloignement d'autres constructions,dans le cadre de la lutte contre les incendies, éléments qui ont empêché la réalisation des projets précédemment présentés. Ces éléments, associés à l'idée que les monuments publics doivent se distinguer des habitations, conduisent l'architecte à isoler le bâtiment entre trois rues et la place Graslin (seule une enclave au nord-est, la propriété Goineau, contrarie cette volonté).

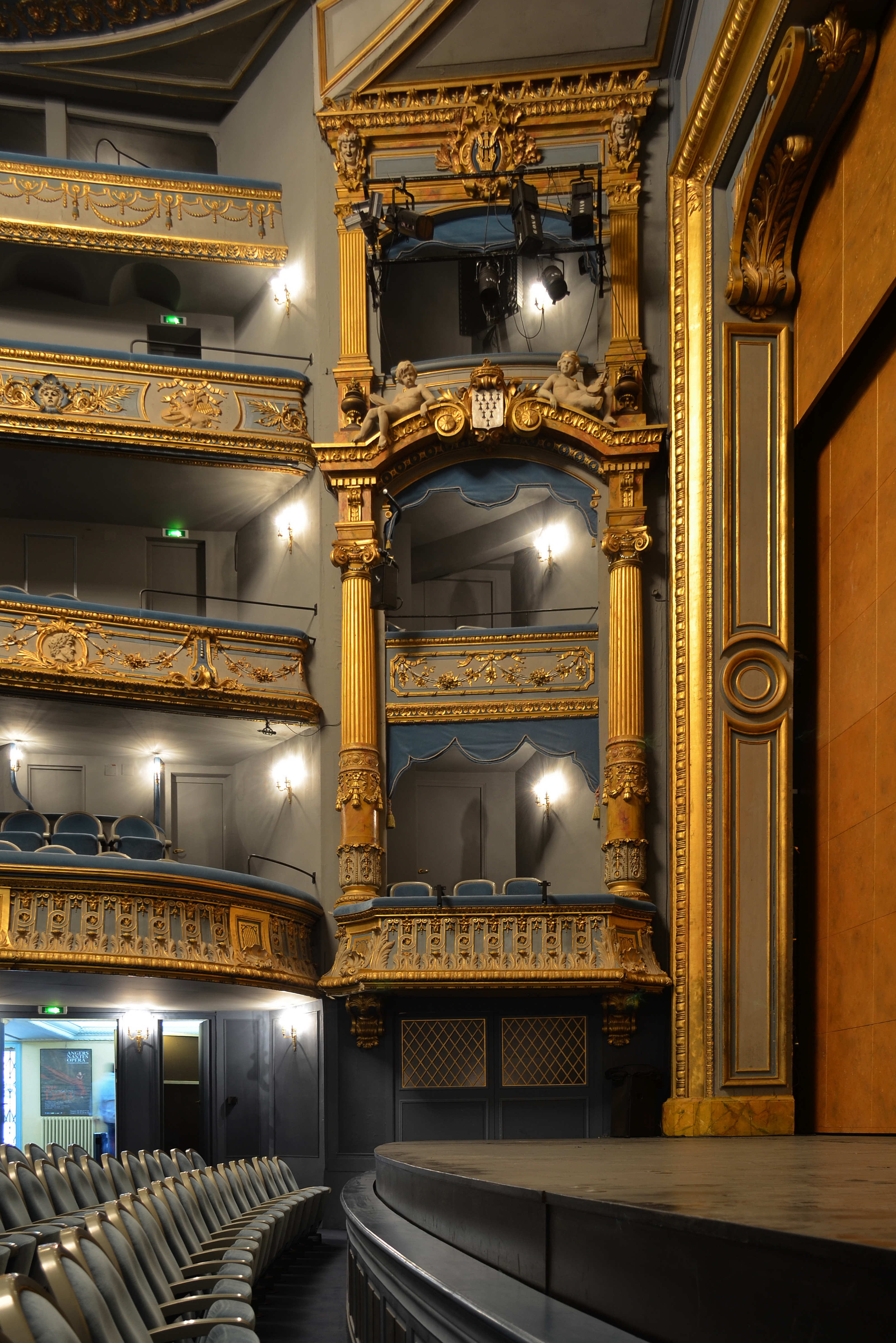
Loge royale à gauche de la scène.

L'aménagement intérieur est guidé par des considérations liées à la visibilité et à l'acoustique. Les références des architectes français sont italiennes, notamment le Teatro olimpico d'Andrea Palladio (1508-1580) (ovale tronqué sur le grand côté, pour une ouverture de scène plus grande), ou le théâtre de Turin (ovale tronqué sur le petit côté). Par contre, Crucy choisit un plafond en coupole et des loges non pas fermées, comme le modèle italien, mais seulement séparées par des cloisons s'arrêtant à hauteur d'appui. En effet, le répertoire des salles françaises diffère de celui alors proposé en Italie, et la circulation du son était meilleure grâce à ces différences pour les œuvres les plus jouées à l'époque, comme celles de Jean-Baptiste Lully ou Jean-Philippe Rameau.
L'œuvre de Crucy est manifestement inspirée du théâtre de l'Odéon à Paris, y compris pour un élément qui ne dépassera pas l'état de projet : l'adjonction de deux arcades latérales, transversales aux rues Molière et Corneille. Cette inspiration n'enlève pas une part d'originalité, notamment dans la conception du vestibule ouvert sur la place Graslin, complété par l'accès à la salle via un escalier et la porte centrale, visible depuis le côté opposé de l'esplanade, l'ensemble donnant « une impression d'architecture flottante ».

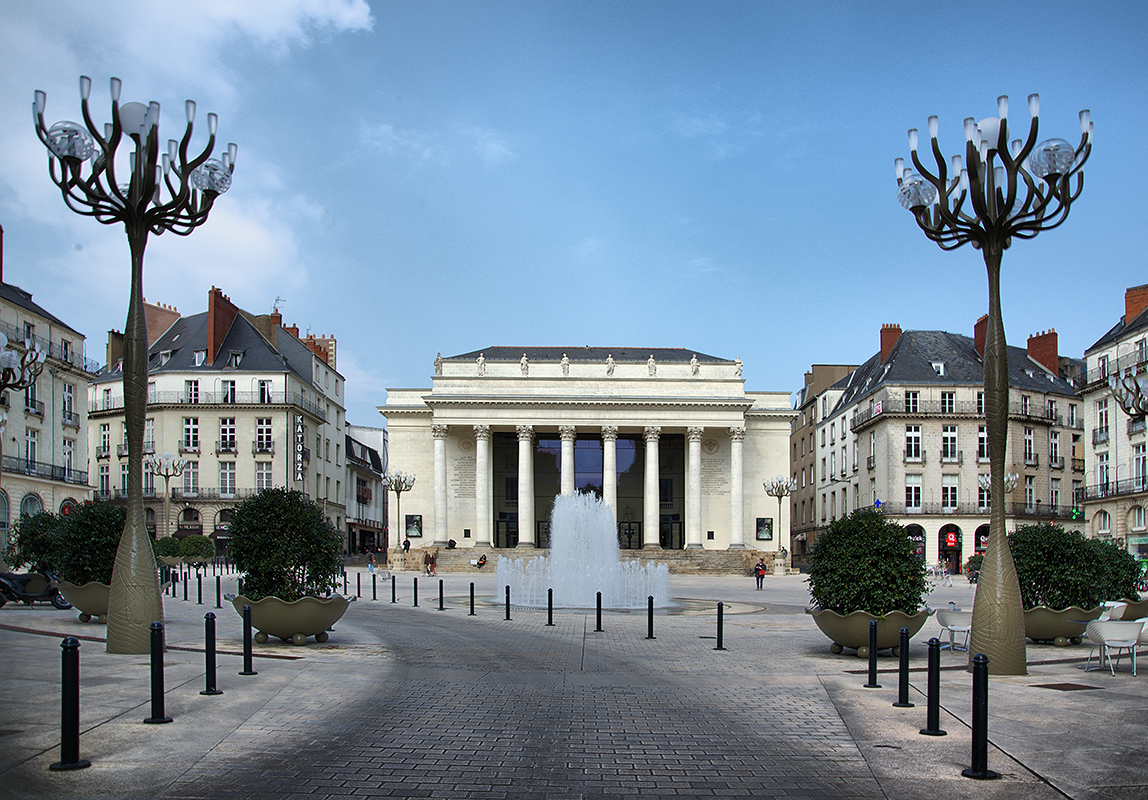
Façade en tuffeau du théâtre Graslin.

En 1783, Jean-Joseph-Louis Graslin fait procéder aux excavations et nivellement pour permettre l'installation des fondations, anticipant l'accord du bureau de la ville et celui de l'Académie royale d'architecture, qui sont obtenus en septembre 1784. L'accord de construction est donné en février 1785. La durée prévue des travaux est alors de 18 mois ; ils vont durer quatre ans.
Durant cette période, les conflits d'intérêts entre Graslin, Crucy, le bureau de la ville et les entrepreneurs sont nombreux. Une des principales causes de ces heurts est la volonté d'économie de la ville, qui conduit le promoteur à appeler l'architecte Robert Seheult à effectuer une contre-expertise, notamment quant à l'emploi de « maçonnerie ordinaire » plutôt que la pierre de taille. Les conflits financiers sont également nombreux, Graslin ayant du mal à obtenir les remboursements de frais qu'il avait engagés pour accélérer l'avancement des travaux. Le budget estimé par Crucy, 263 233 livres, est énorme, et la capacité financière du promoteur et de la ville ne suffisent pas : il faut recourir à un emprunt, autorisé par le Roi en mars 1784, et à un appel aux dons. Mais le devis initial ne tenait compte que du gros-œuvre : il fallait ajouter le décor de la salle, les sculptures, le décor de scène, les machineries... Le dépassement du budget provoque tensions et retards.
Crucy fait appel à son beau-frère, Antoine Peccot père, tailleur de pierre, et à son père et ses frères, Louis et Antoine, pour la charpente. Les pierres utilisées sont :
- des pierres de la carrière de Crac'h pour les marches du perron ;
- du moellon des carrières de Gigant ;
- du « grison » ou granit fin de Vigneux ou des Dervallières ;
- du tuffeau blanc de la Maumonnières pour les parements ;
- du tuffeau gris des Tuffeaux pour la maçonnerie ;
- du calcaire de Crazannes et de Saint-Savinien pour les ouvrages d'architecture sculptés.

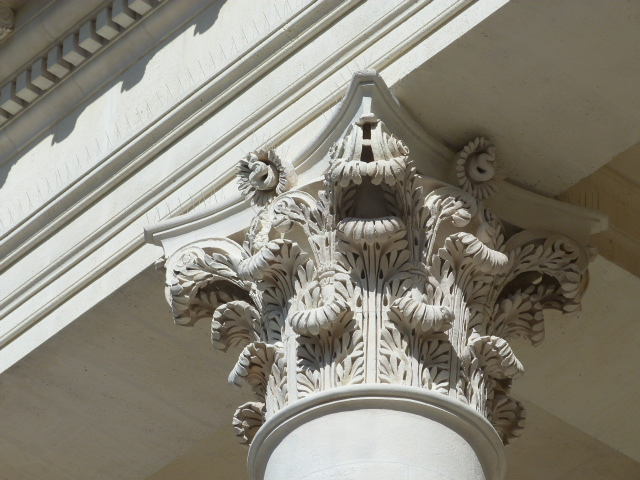
Chapiteau corinthien en façade du théâtre.

La décoration intérieure est suivie par le bureau de ville et Crucy. Celui-ci a opté, à l'origine, pour une ornementation dépouillée mais, malgré la volonté affichée par la municipalité de limiter les dépenses affichée par la municipalité, celle-ci va finalement dans le sens d'une décoration plus fournie ; par exemple, de simples guirlandes décorant les appuis des balcons sont remplacées par des représentations allégoriques du Théâtre.

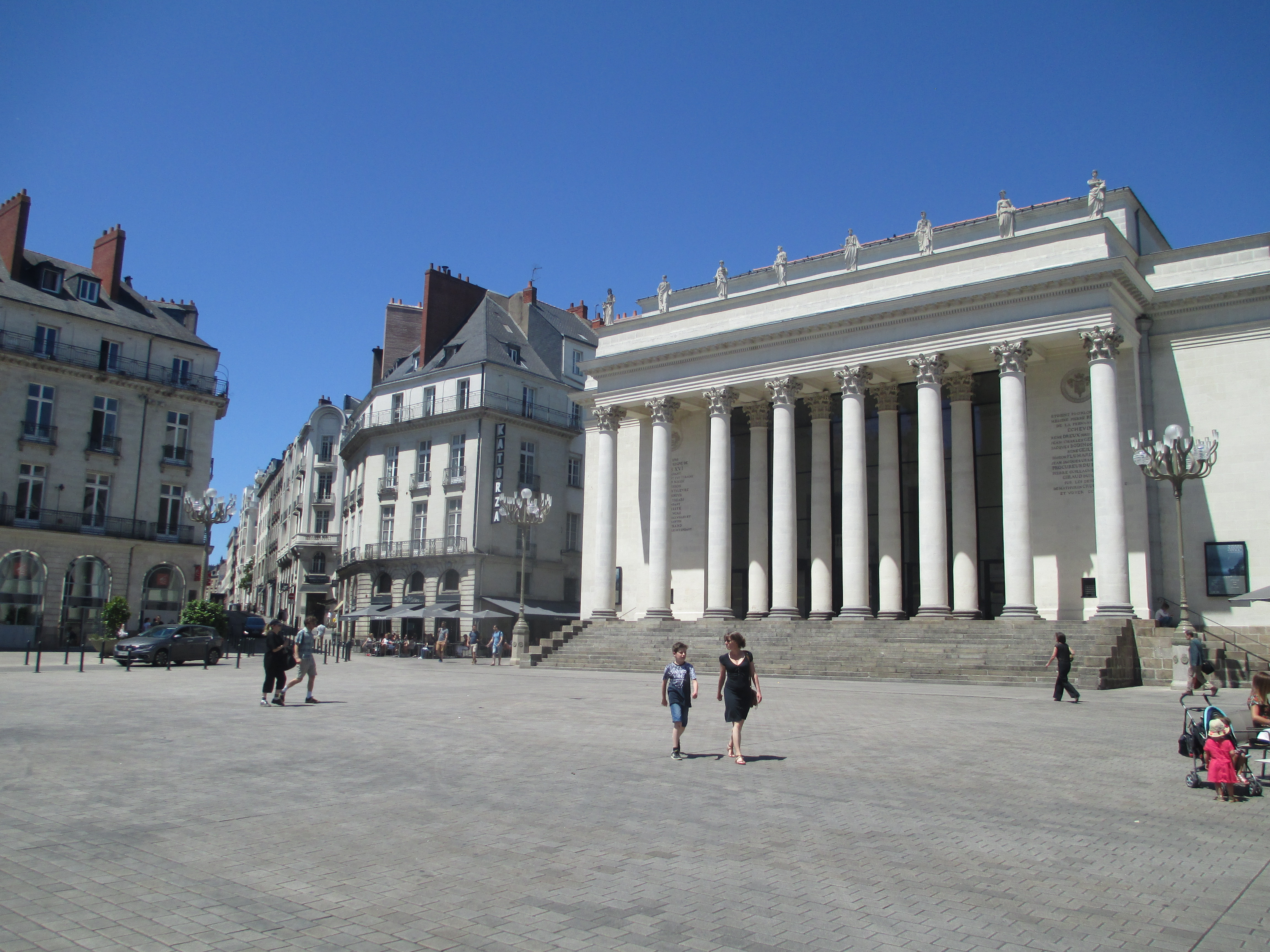
Le théâtre Graslin sur la place du même nom.

Les décors de scène sont particulièrement soignés. Au nombre de neuf, ils sont également dessinés par Crucy, et réalisés par le peintre parisien Jean Bougon, ami de Crucy alors en résidence à Nantes, et Charles Robinot-Bertrand (1747-1822), sculpteur ayant œuvré sur l'hôtel d'Aux et la Chambre des comptes. Devant l'ampleur de la tâche, Bougon se voit adjoindre — contre son gré — un autre ami de Crucy, plus jeune, le peintre Jean-Baptiste Coste. La machinerie est également complexe, et après un essai infructueux avec un premier chef-machiniste vite dépassé, le premier directeur de la salle, Longo, fait appel à Barton, ancien machiniste du Théâtre-Français, au fait des réalisations de Pierre Boullet, machiniste de l'Opéra de Paris.
Le théâtre est inauguré le 23 mars 1788.

### Incendie et reconstruction

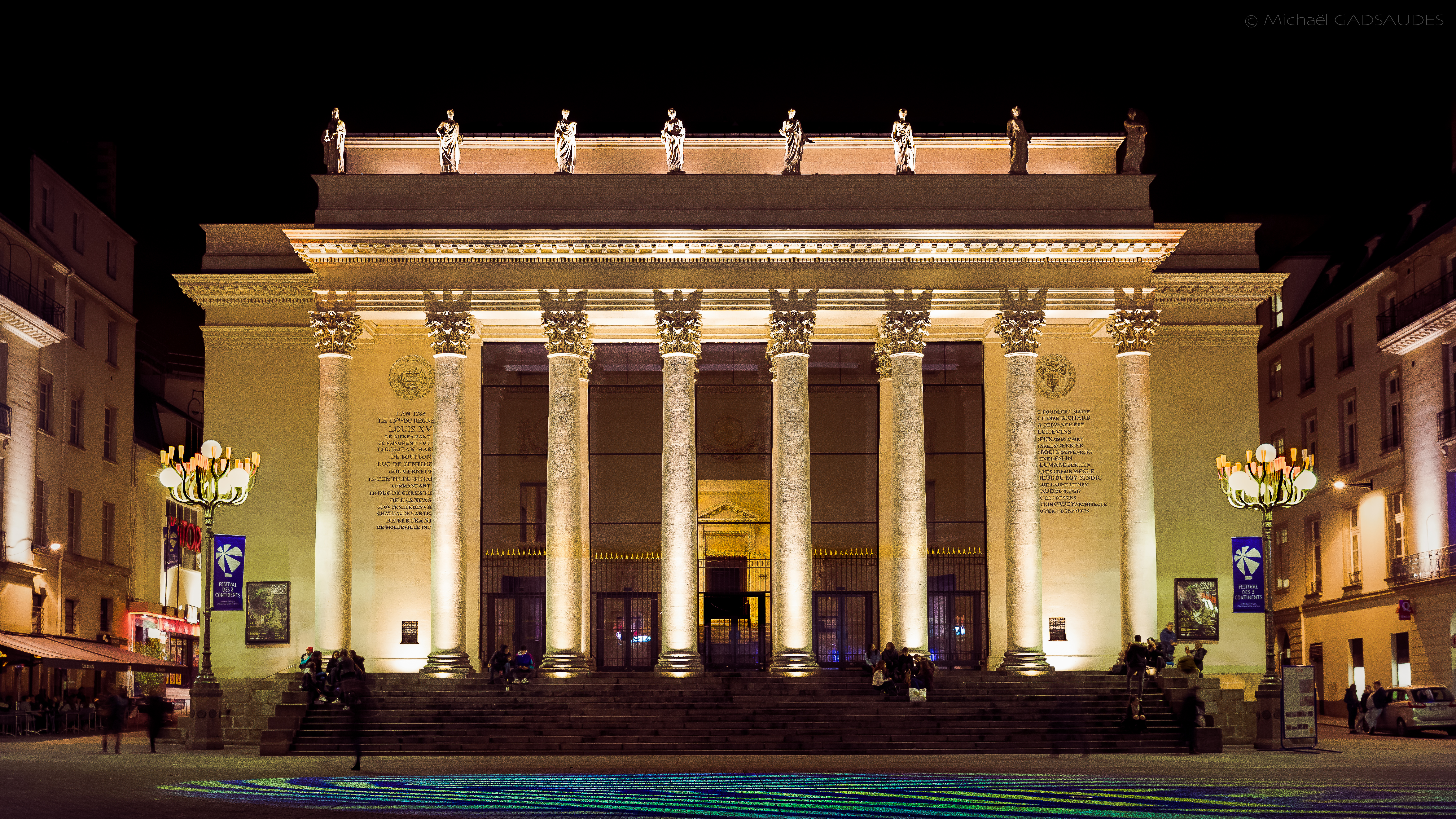
Le théâtre Graslin de nuit.

Le bâtiment est ravagé par un incendie le 24 août 1796 (7 fructidor an IV). Le feu prend lors d'une représentation de Zémire et Azor, un opéra d'André Grétry. Vers vingt heures, une frise du décor de l'appartement d'Azor entre en contact avec la flamme d'une bougie. L'incendie, aggravé par le vent particulièrement violent ce soir-là, se propage rapidement à la toiture, provoquant l'effondrement de la coupole et du grand lustre. L'ampleur du sinistre rend vaine l'intervention des secours. Sept morts sont dénombrés : quatre spectatrices, dont une fillette de cinq ans, ainsi qu'un machiniste, une femme de service et un danseur. Ce bilan est relativement faible, puisqu'environ 1 500 personnes se trouvaient dans le théâtre ce soir-là.
Seul le magasin d'habillement est épargné. En 1805, l'École de dessin, ancêtre de l'école des beaux-arts de Nantes, y est hébergée.
En 1806, Napoléon Ier accorde à quelques villes françaises l'autorisation d'entretenir une troupe permanente ; Nantes en fait partie. À la suite de la visite de la ville par l'Empereur, en 1808, le théâtre est reconstruit à partir de 1811, à nouveau par l'architecte Mathurin Crucy. Le nouveau théâtre est inauguré pour le jour de Pâques en 1813.

### XIXesiècle
En 1868, il est soumis à la concurrence du nouveau théâtre de la Renaissance, d'une capacité de plus de 3 000 places. Cette rivalité dure jusqu'en 1875, année au cours de laquelle le second est acheté par la Ville. Les deux théâtres, désormais administrés par le même directeur, deviennent complémentaires. La salle de la Renaissance prend même le relais lors de travaux de réfection à Graslin durant la saison 1879-1880, sous la direction de Jourdan-Blondel. Le théâtre de la Renaissance est détruit par un incendie en 1912.

### Première Guerre mondiale
Le 12 février 1918, les Harlem Hellfighters orchestre du 369e régiment d'infanterie américaine sous la direction de l'arrangeur, compositeur et bandleader James Reese Europe, donne le premier concert de jazz sur le continent européen sur marches puis dans le théâtre,.

### Seconde Guerre mondiale
Le théâtre connait une brève fermeture après la défaite de 1940. Le conseil d'administration annonce sa décision, prise le 25 septembre, de ne pas organiser de saison. Mais l'autorité d'occupation fait savoir qu'elle souhaite voir l'institution fonctionner de nouveau, et Graslin est de nouveau en activité à partir de janvier 1941. Immédiatement, un public nombreux assiste aux représentations, et seuls les événements liés au conflit viennent les interrompre.

## Architecture

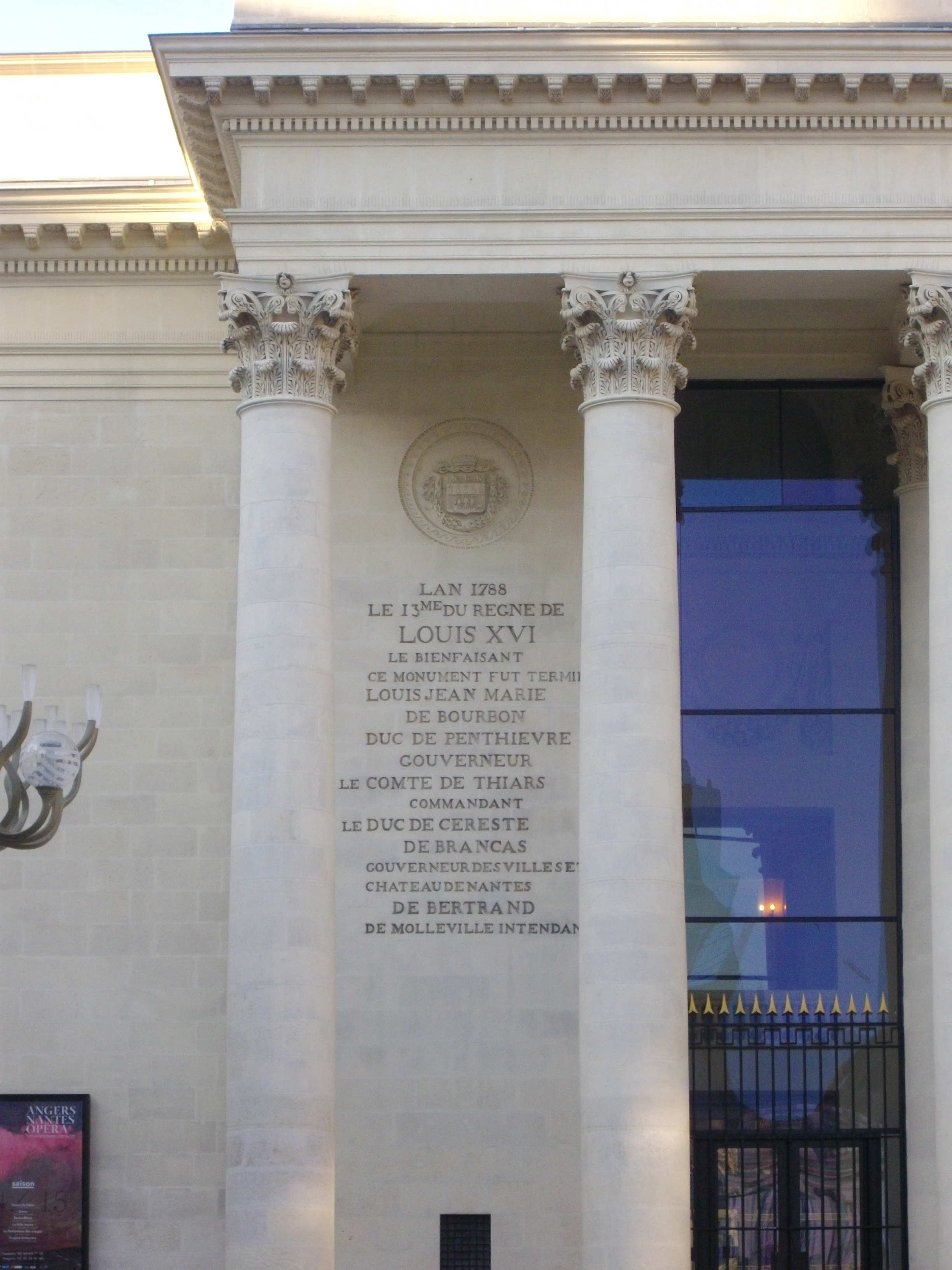
Colonnes corinthiennes et inscription gauche en façade.

Le théâtre Graslin s'appuie sur les dessins de Mathurin Crucy, architecte-voyer de la ville de Nantes de 1782 à 1800, qui a aussi dessiné les plans d'urbanisme du quartier où se trouve le théâtre ainsi que la place Graslin. Une place qui s'inscrit dans un ensemble avec le théâtre, faisant office de vestibule élargi pour l'édifice où les spectateurs attendent le début d'une représentation ou pendant une interlude.
Situé du côté nord de la place éponyme, le théâtre présente un perron massif de treize marches (quatorze marches à l'origine), de granit issu de la carrière de Crac'h, afin de compenser le dénivelé du terrain.
La façade du théâtre est fortement inspirée de celle du théâtre de l'Odéon inauguré en 1782, dans un style néo-classique. Le théâtre Graslin présente un péristyle de huit colonnes corinthiennes qui supportent un plafond à corniche débordante.

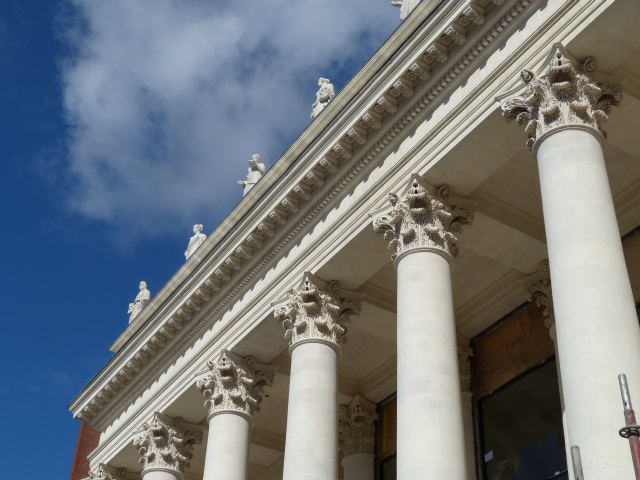
Plafond à corniche débordantes supportant les muses.

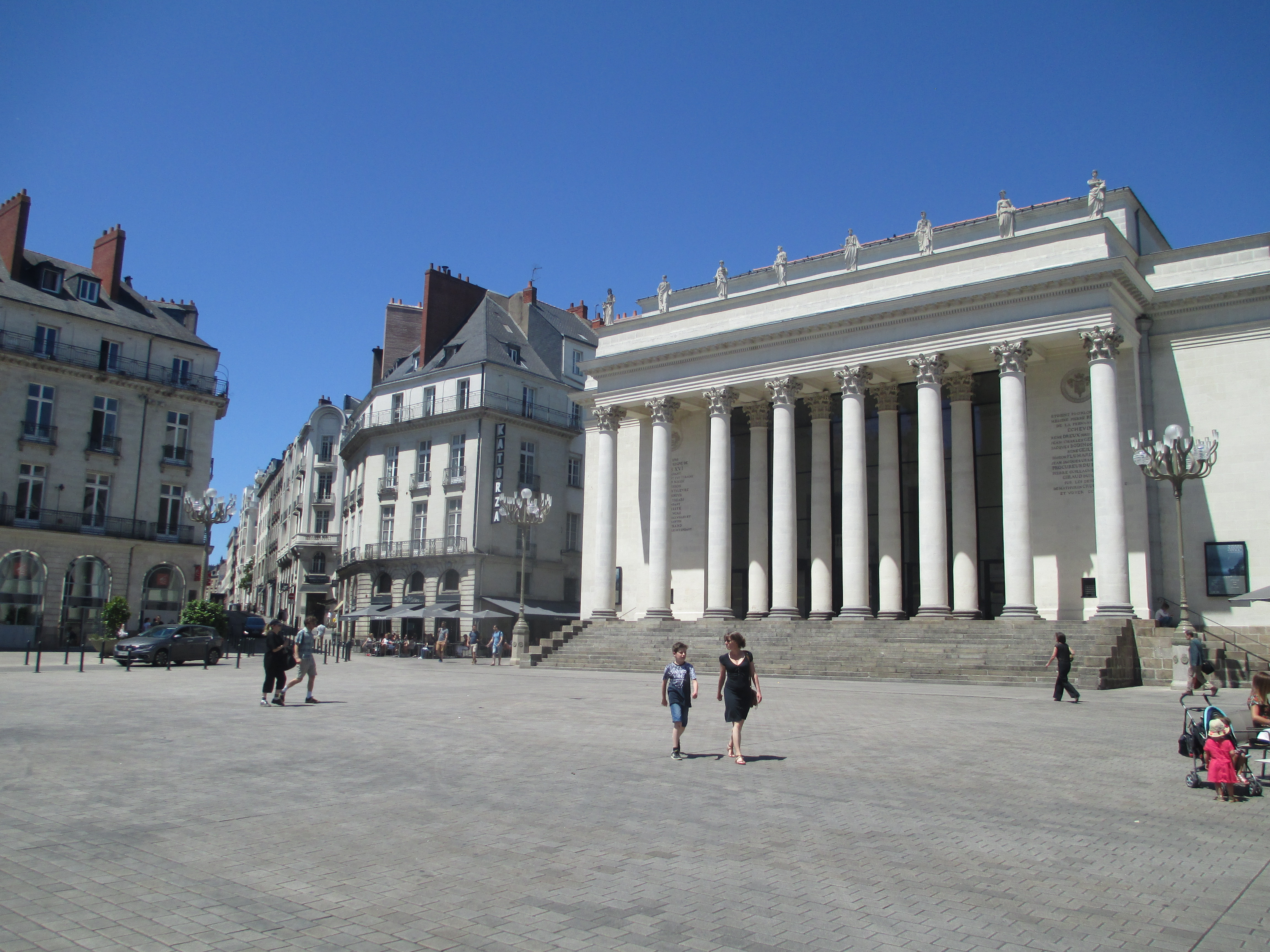
Façade du théâtre Graslin sur la place du même nom.

Le vestibule, de petite taille, qui s'ouvre sur le péristyle, comporte quatre colonnes qui soutiennent une voûte en berceau à caissons. À l'origine, le vestibule n'était pas fermé par des vitres mais par des grilles. Au centre du vestibule se trouve l'escalier d'honneur qui mène à la salle de spectacle.
Comme la plupart des salles de spectacle construites à cette époque, celle de Graslin est en forme d'ovale tronqué, caractéristique du théâtre à l'italienne.
Le théâtre a connu de nombreux chantiers au cours de son histoire : la reconstruction à la suite de l'incendie de 1796, les travaux réalisés au fil des évolutions technologiques (installation de l'électricité, du chauffage) et les différents travaux d'entretien du bâtiment.

## Décor
L'acrotère du théâtre présente les statues de style antique de huit des neuf Muses, œuvres du sculpteur Dominique Molknecht, très actif à Nantes de 1818 à 1825. Il les réalisa à partir de 1818 et furent placées chacune au-dessus d'une des colonnes en 1825. Il n'était toutefois pas le seul à proposer de réaliser des sculptures à l'antique et il a été en concurrence avec Jean-Baptiste Joseph Debay père qui se proposa en 1813.
Stendhal, visiblement peu conquis par l'harmonie de l'ensemble architectural lors de son séjour à Nantes en 1837-1838 a fait la réflexion suivante sur le théâtre : « laquelle [la statue d'Uranie] eut le bonheur d'être oubliée ».

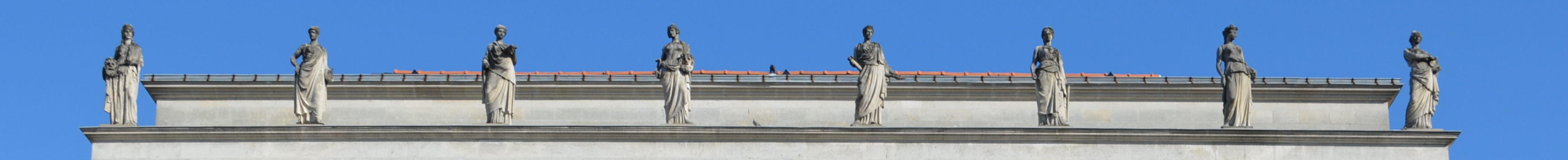
Les huit muses juchées sur un rebord du sommet de la façade. De gauche à droite : 1. Melpomène (masque tragique) ; 2. Terpsichore (lyre) ; 3. Calliope (tablette) ; 4. Thalie (masque comique) ; 5. Euterpe (flûte) ; 6. Clio ; 7. Polymnie ; 8. Érato (lyre). Manque Uranie.

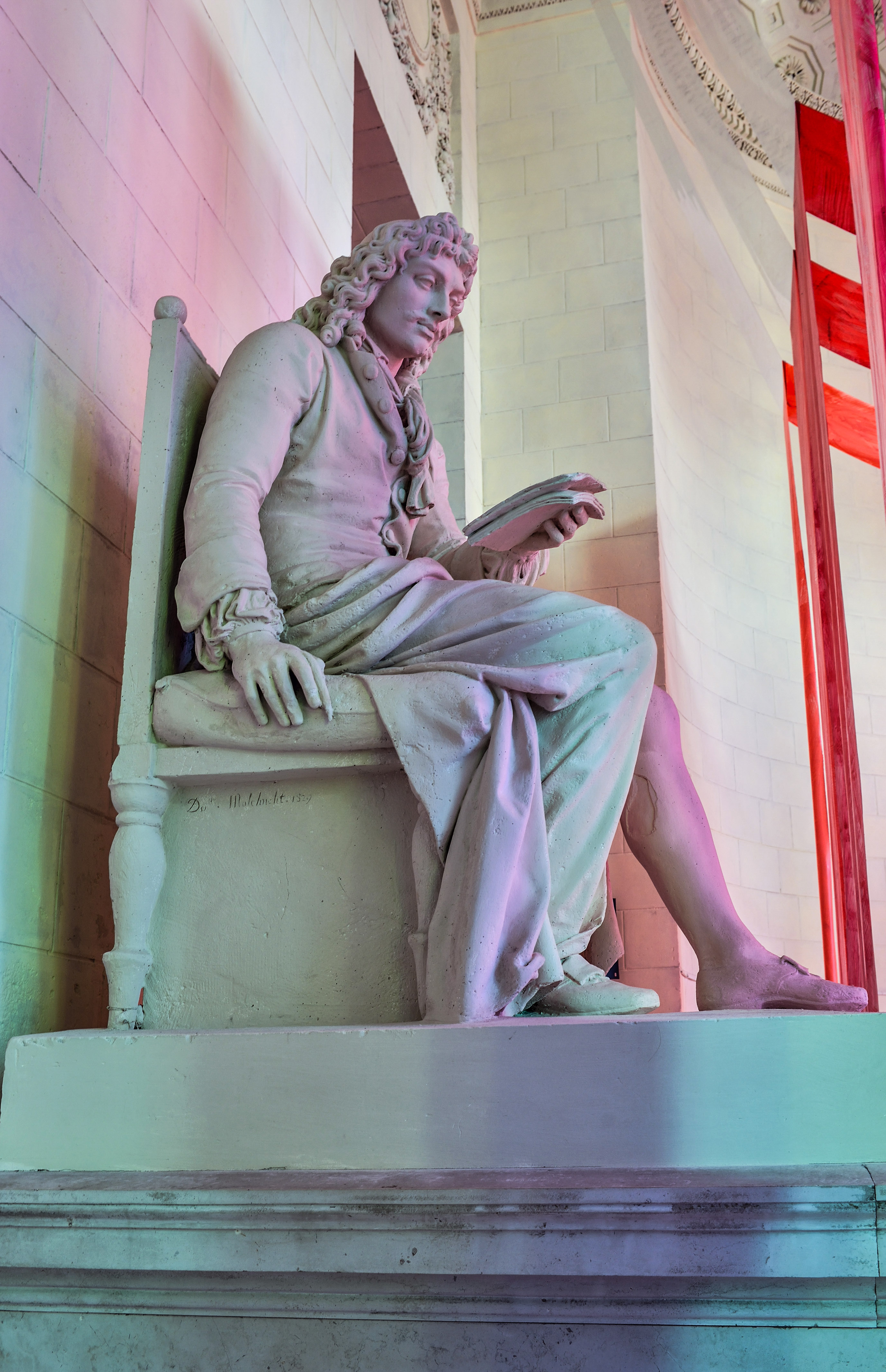
Statue de Molière dans le vestibule.

Dominique Molknecht réalisa aussi les statues de Molière et de Corneille qui ornent l'escalier d'honneur, respectivement à droite et à gauche.
Le théâtre présente également quatre armoiries sculptées en bas-relief placées chacune dans un cartouche circulaire : deux sur la façade et deux de part et d'autre du vestibule. Les armoiries situées sur la façade sont les armoiries de la ville de Nantes datant du Premier Empire, à gauche, et du maire Jean-Baptiste Bertrand-Geslin, à droite. Celles placées dans le vestibule sont les blasons du préfet de Loire-Inférieure Jean van Styrum, à gauche, et du ministre de l'Intérieur Jean-Pierre Bachasson de Montalivet. Ce décor héraldique du Premier Empire est l'un des seuls encore en place sur un édifice pour cette période.

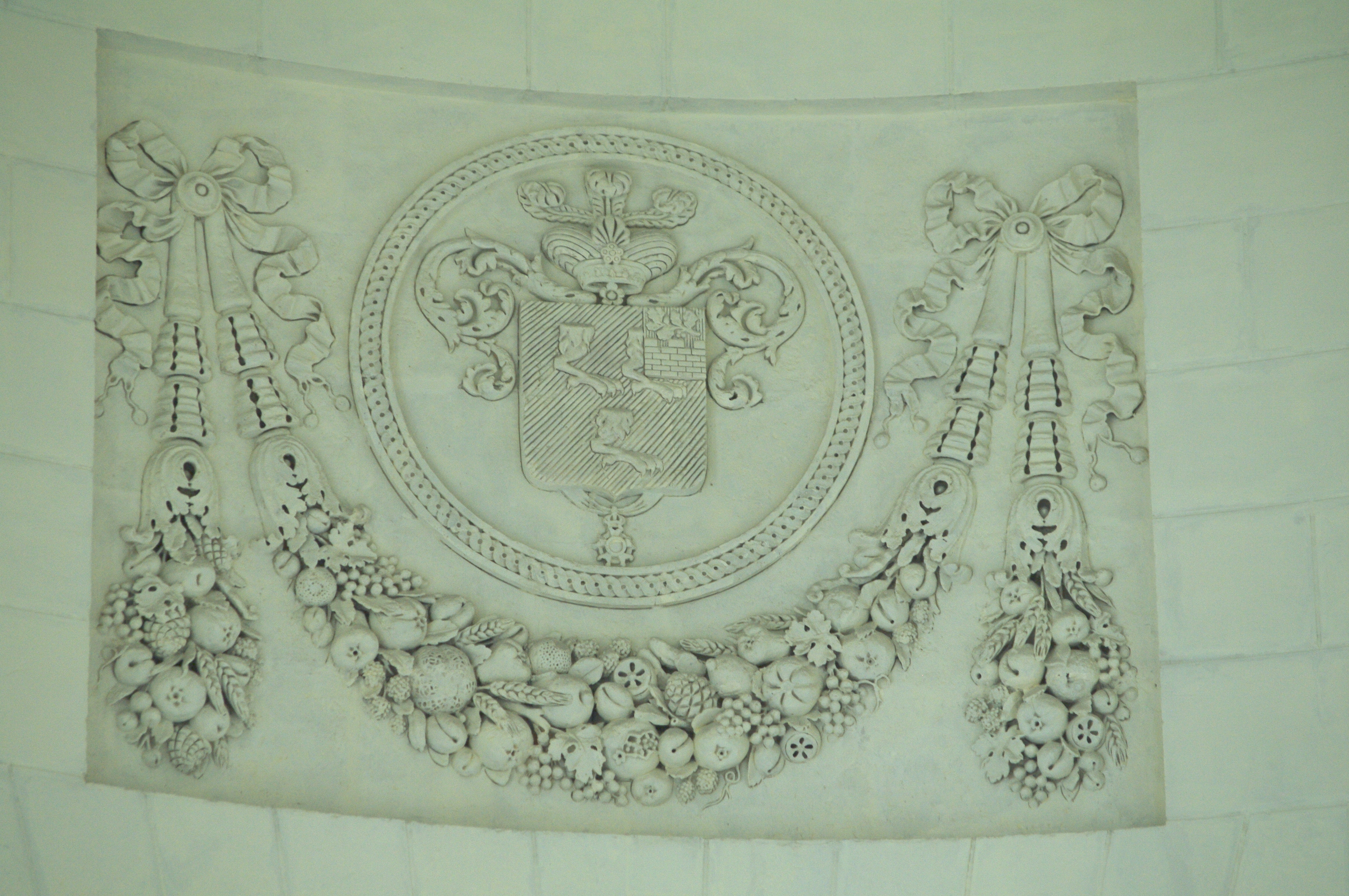
Armoiries impériales de Jean van Styrum.
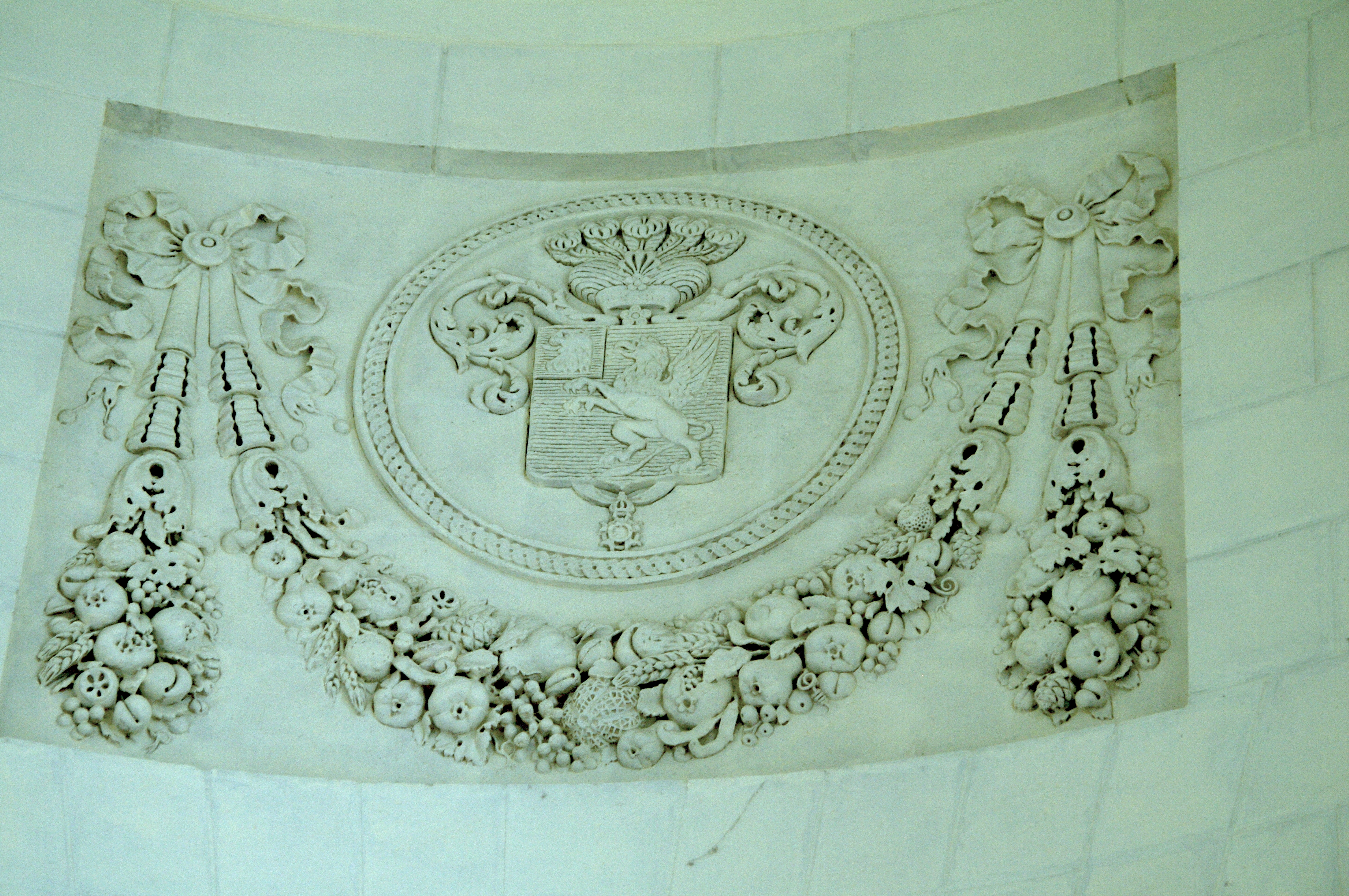
Armoiries impériales de Jean-Pierre Bachasson de Montalivet.
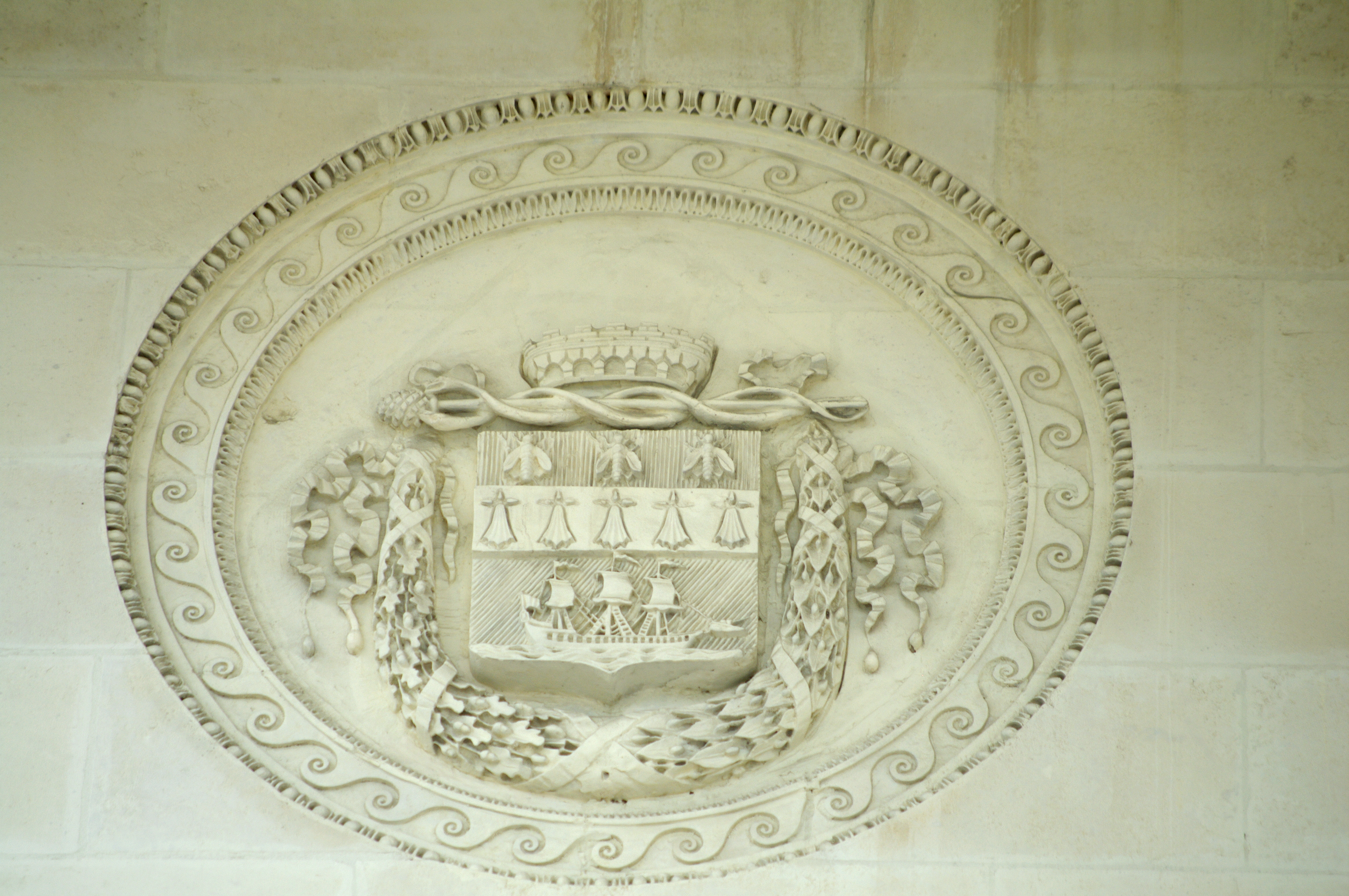
Armoiries impériales de la ville de Nantes.
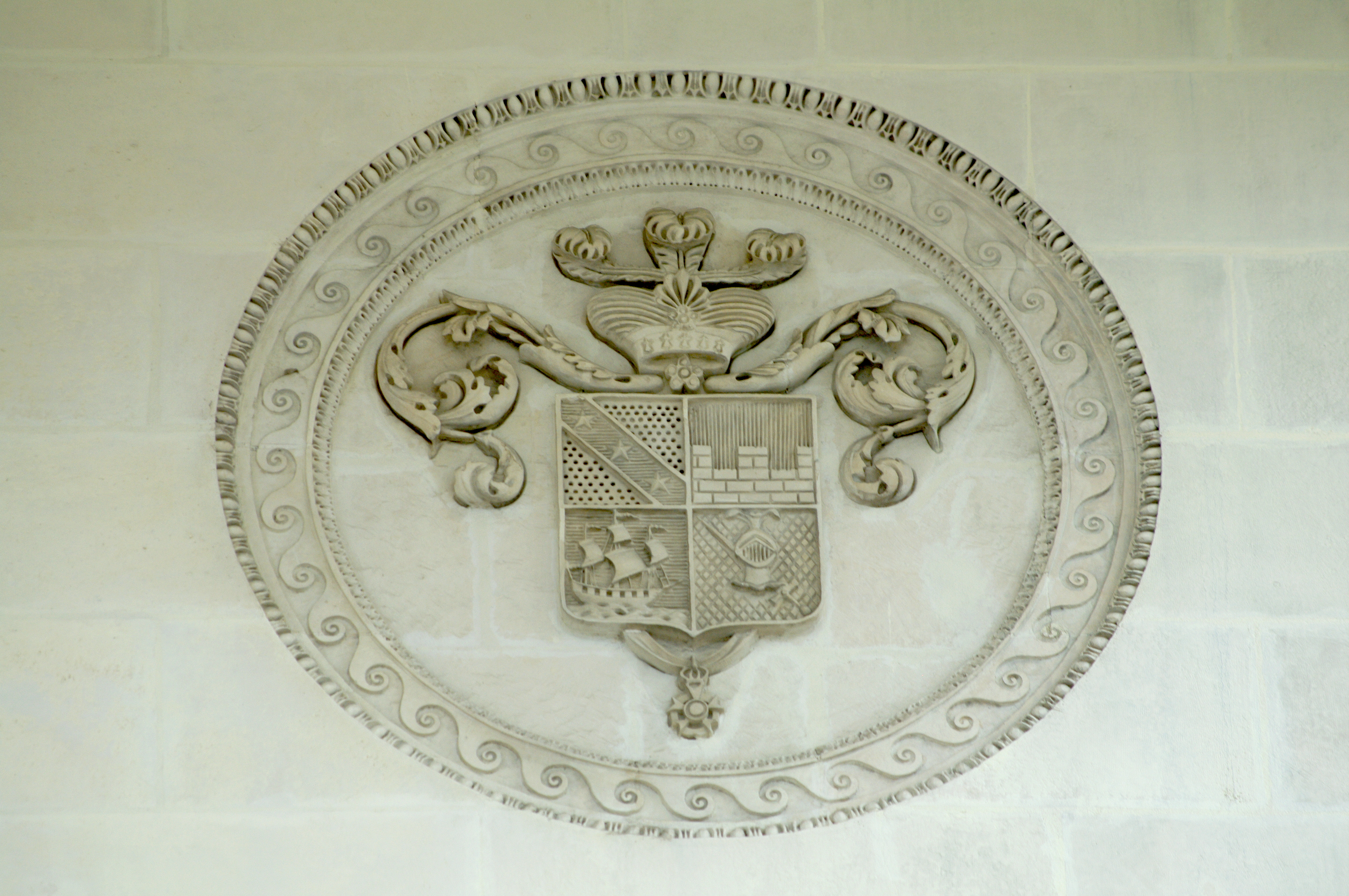
Armoiries impériales de Jean-Baptiste Bertrand-Geslin.

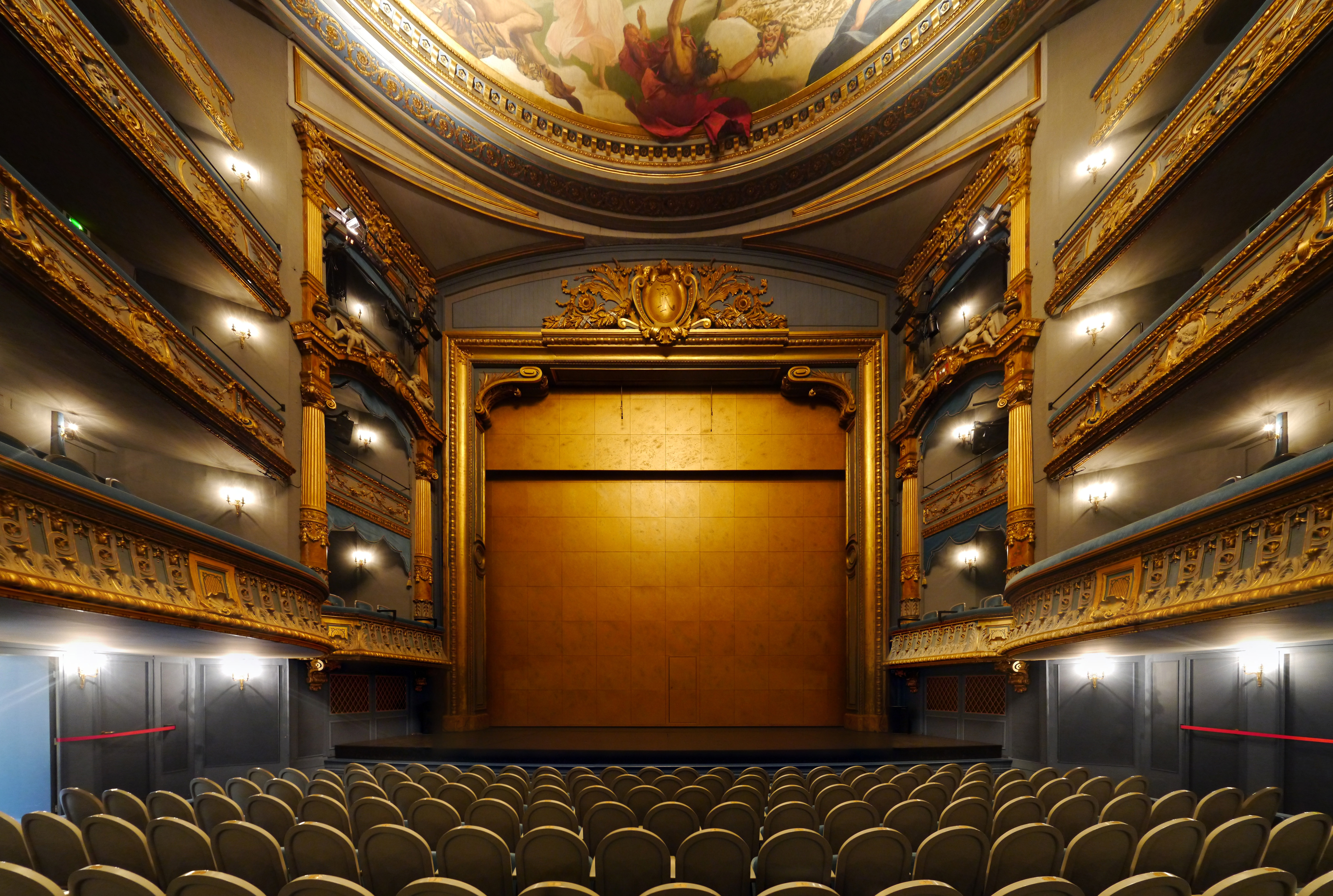
Scène du théâtre Graslin.

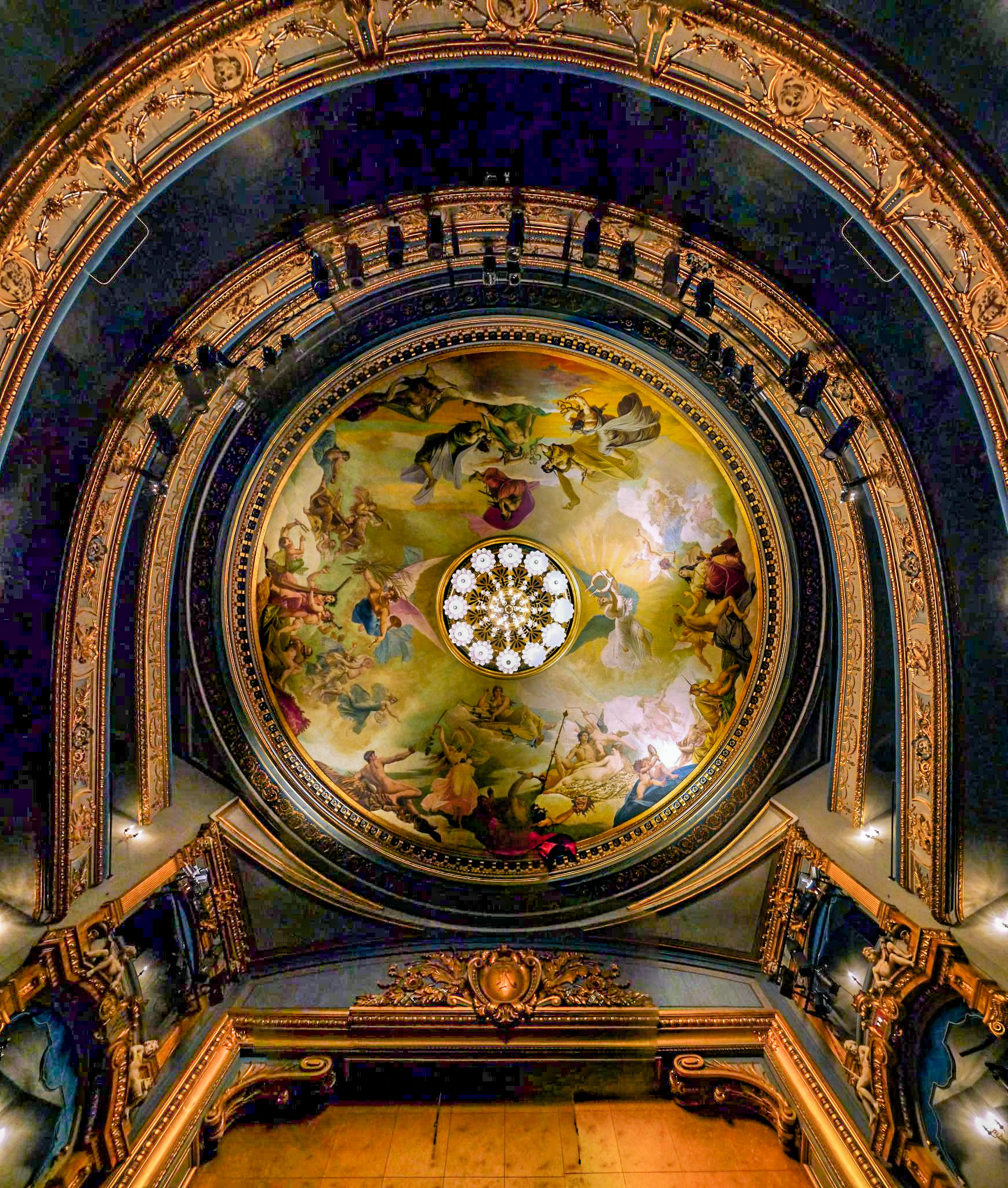
Plafond peint avec le lustre de la salle du théâtre Graslin.

L'intérieur de la salle est décoré par des boiseries dorées sur les balcons, présentant un décor végétal et qui, au deuxième balcon, forme des guirlandes reliant des médaillons dans lesquels sont sculptés les portraits en buste de compositeurs, comme Mozart.
Le plafond de la coupole a, quant à lui, été décoré d'une fresque d'Hippolyte Berteaux réalisée en 1881 et qui représente plusieurs personnages mythologiques, Oreste ou encore le dieu Momos, et des allégories liées à la musique et au théâtre.

Vues de la salle
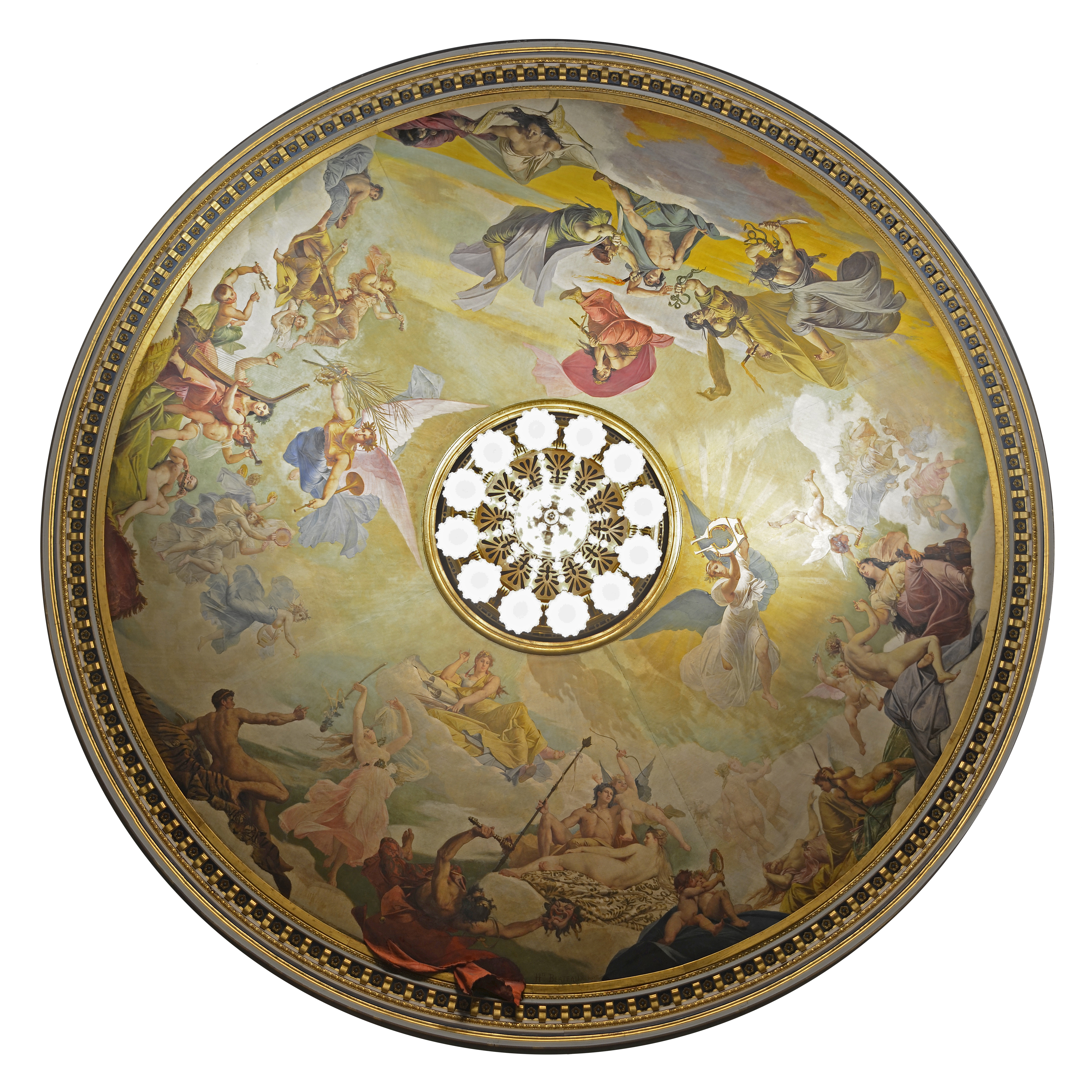
Vue d'ensemble de la fresque d'Hippolyte Berteaux ornant le plafond (1881).
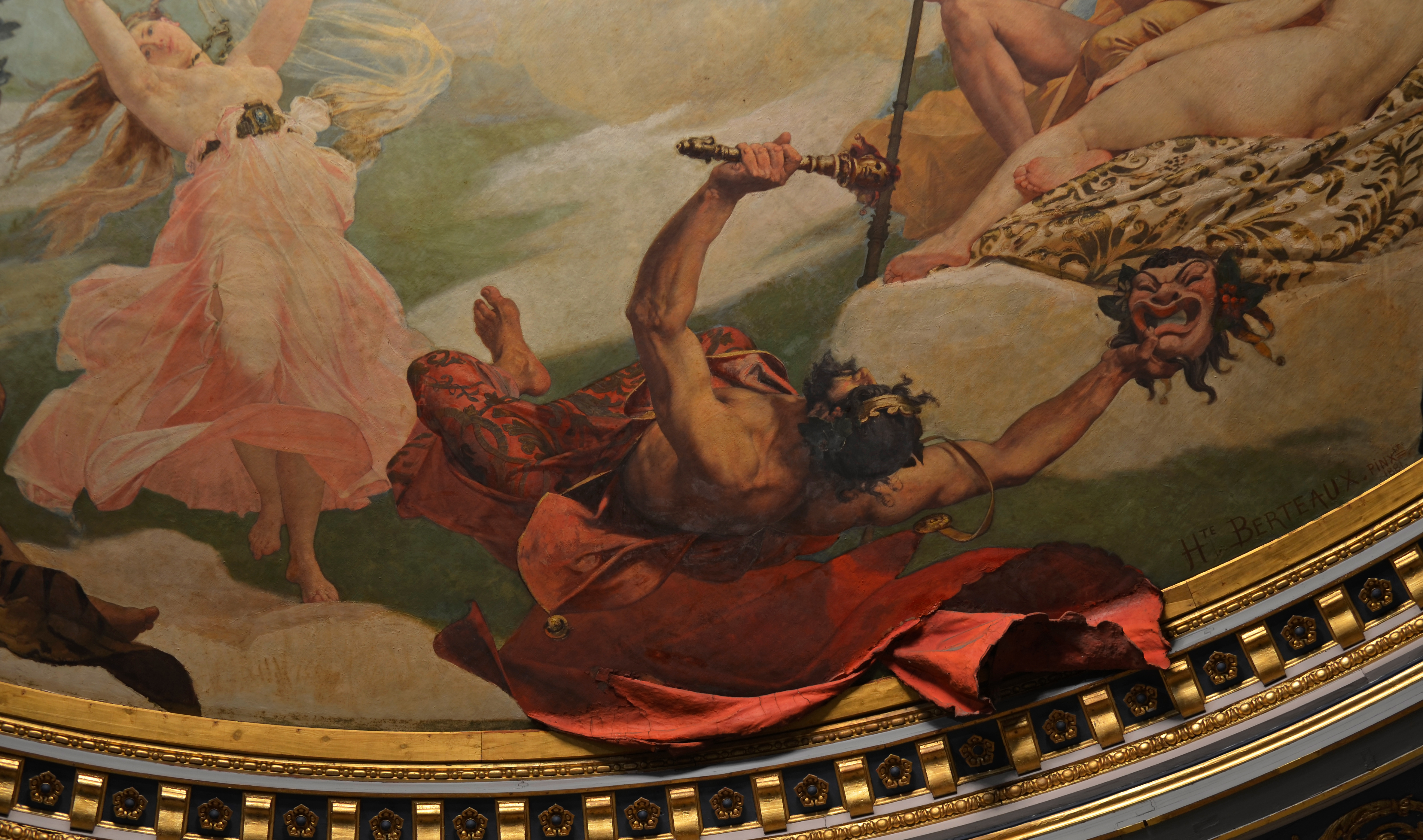
Le dieu grec Momos, détail du plafond.
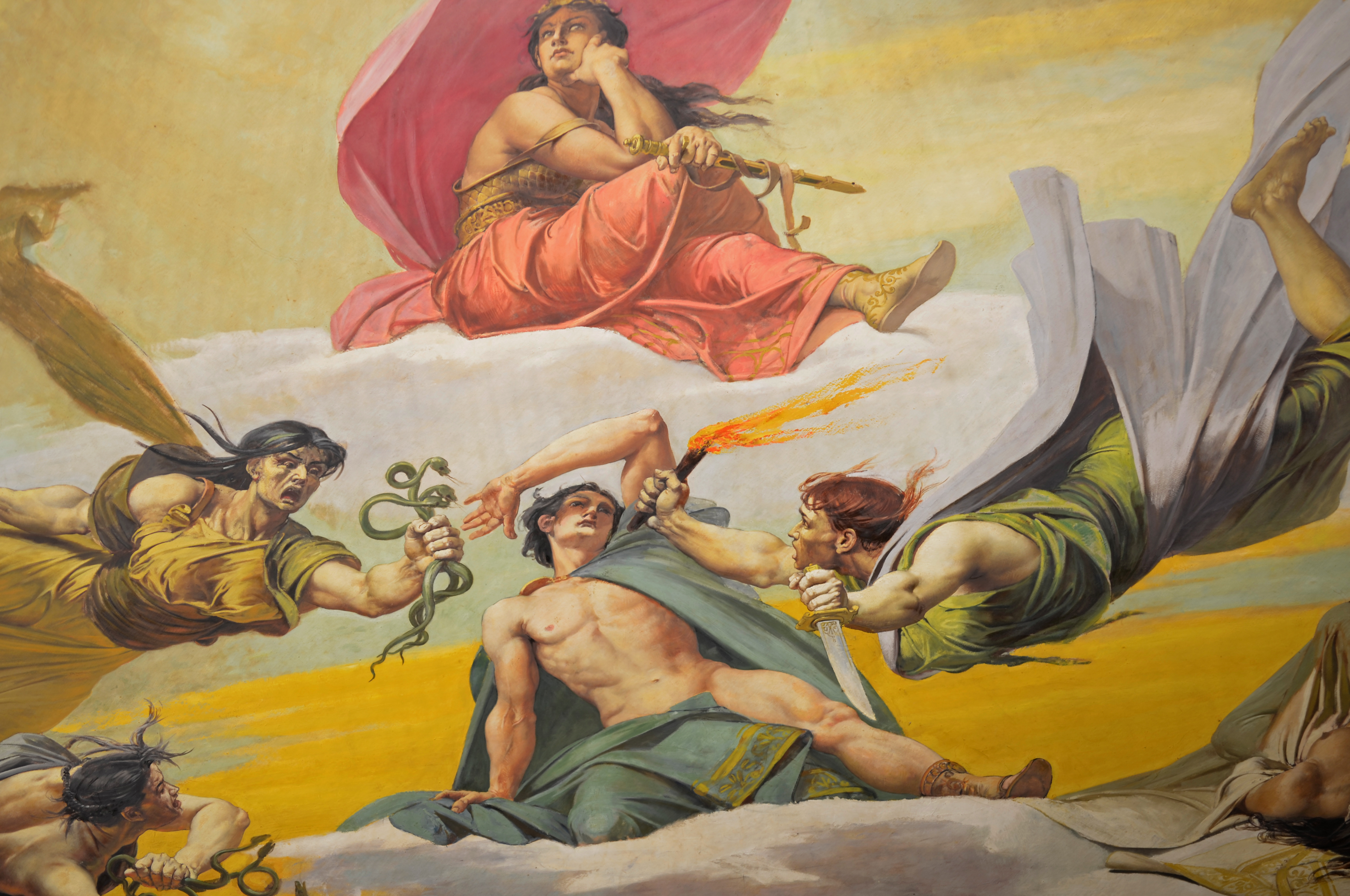
Oreste tourmenté par les furies, détail du plafond.
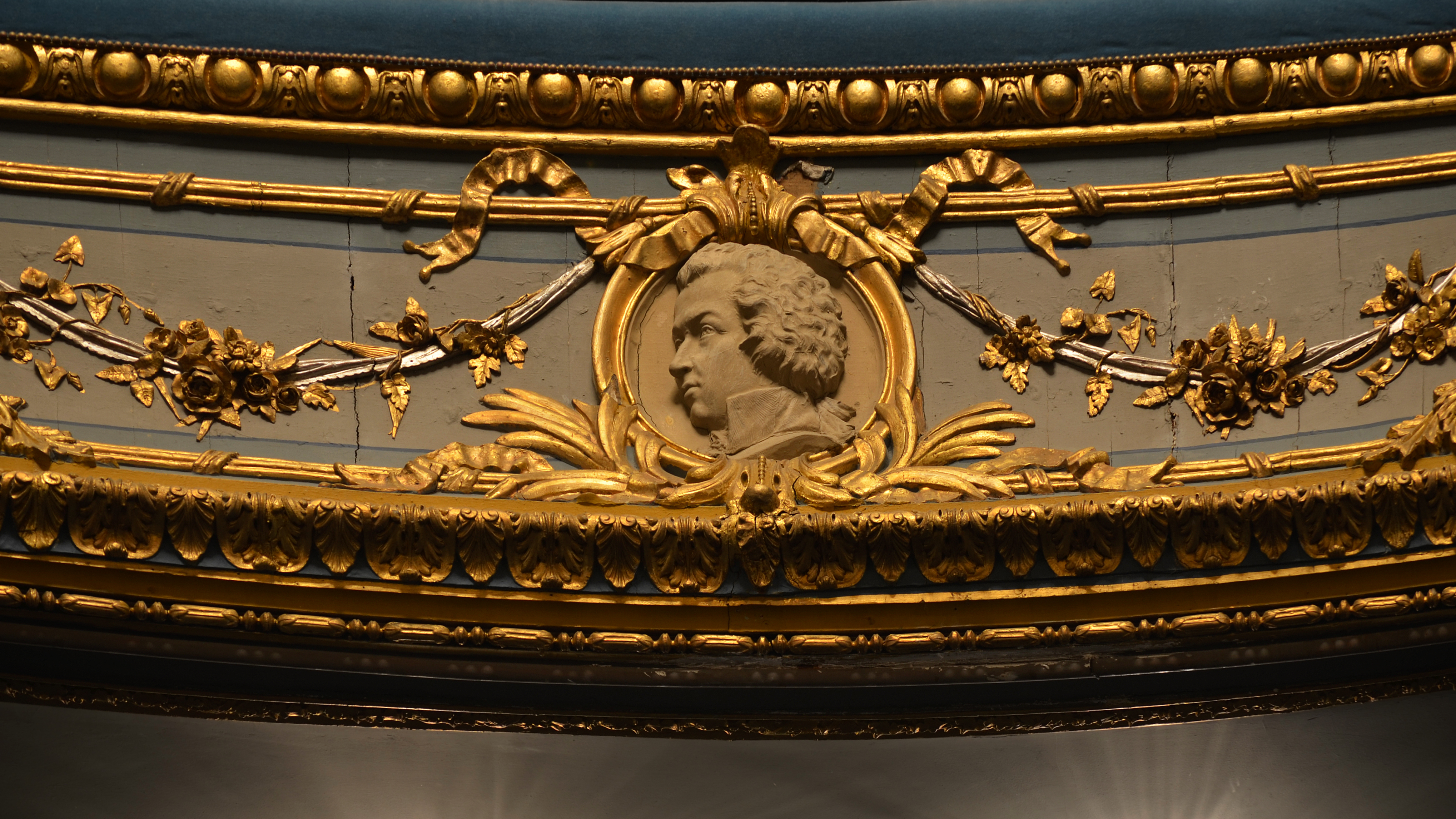
Détail de la décoration du deuxième balcon, portrait de Mozart.
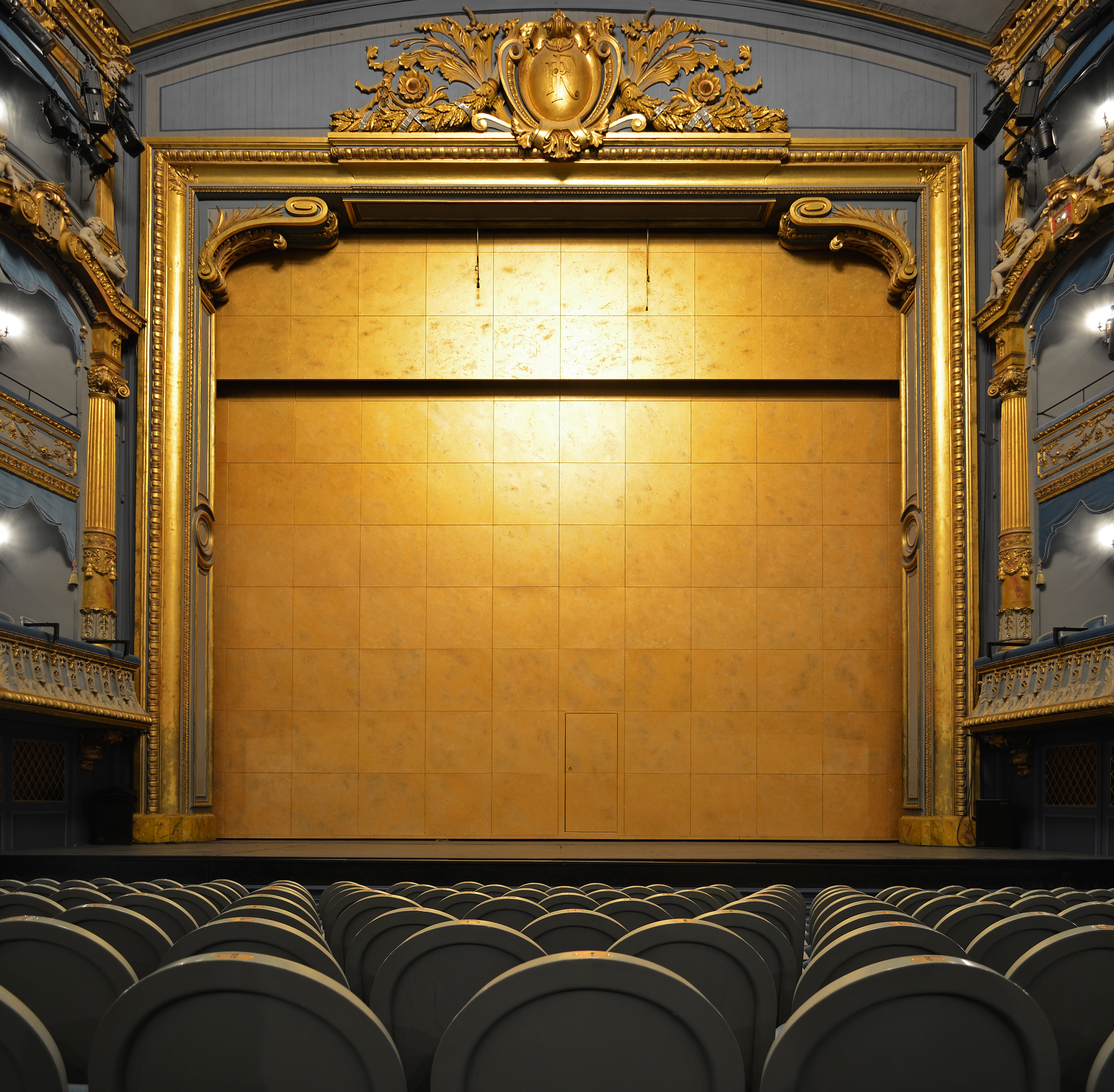
Vue de la scène depuis la salle.
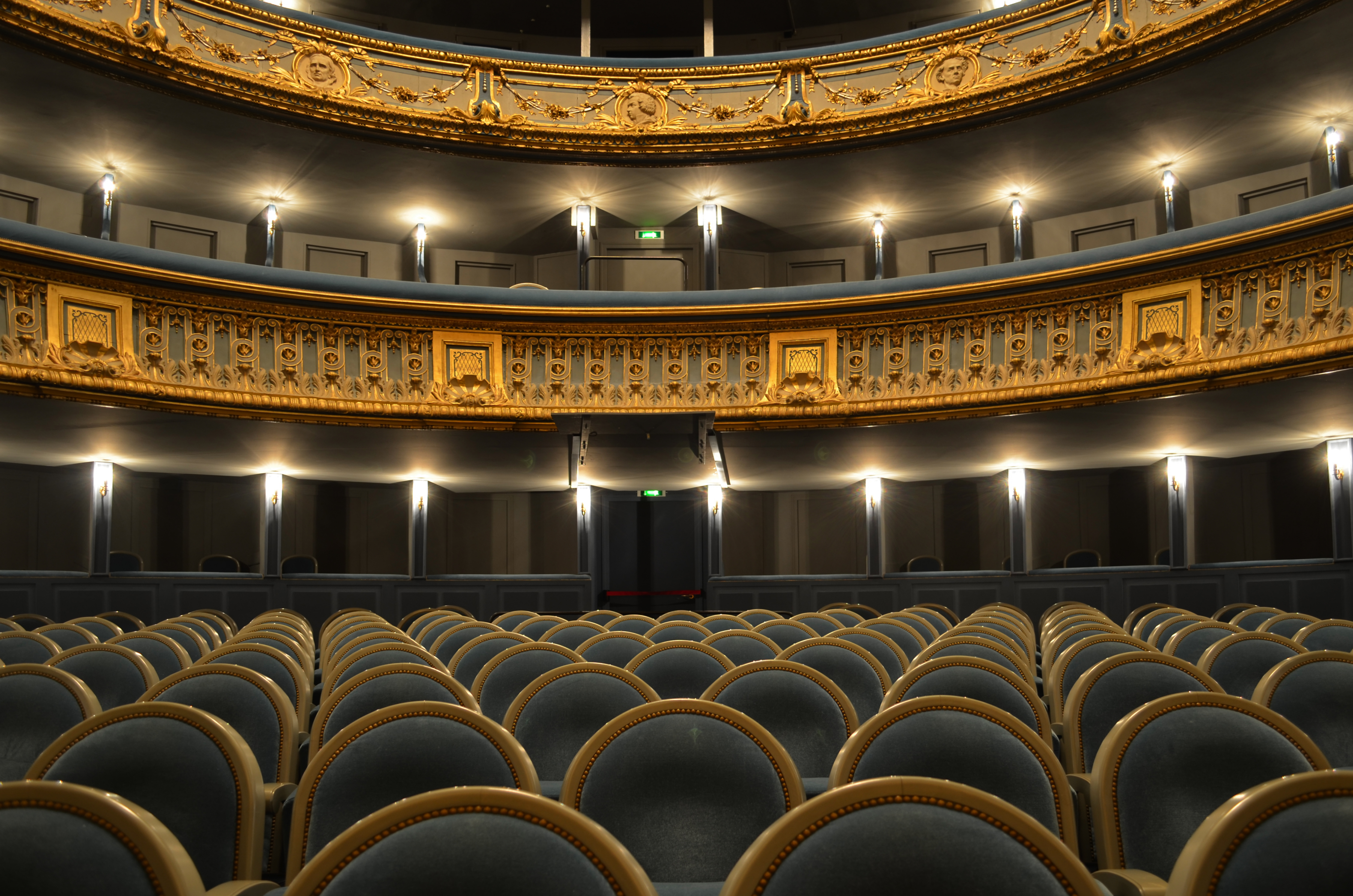
Salle du théâtre à la française : les balcons ne sont pas alignés verticalement

## Programmation artistique

### Répertoire
À l'incitation du musicologue nantais Étienne Destranges (1863-1915), l'opéra de Richard Wagner Lohengrin, mal accueilli à Paris en 1887, est proposé à Graslin le 22 février 1891, et est bien accueilli par le public et la presse.

### Artistes célèbres

#### Artistes lyriques
Dès l'ouverture du lieu, la programmation de célébrités pour des événements ponctuels est un moyen d'attirer le public. Antoinette Saint-Huberty (1756-1812) se produit à Graslin en même temps que sa rivale, Mme Maillard.
Vers 1845, Laure Cinti-Damoreau (1801-1863) se produit également à Graslin.
Gilbert Duprez (1806-1896), ténor célèbre pour avoir été le premier à émettre un contre-ut en voix de poitrine, triomphe en 1849 à Nantes où le public tente de le retenir. Au lieu du 7 juillet, il donne sa dernière représentation à Graslin le 31. Il met un terme à sa carrière cette année-là. Un natif de Nantes obtient un vif succès à Graslin, en 1852 : le ténor Charles Bataille (1822-1872).
En 1855-1856, Fanny Tacchinardi-Persiani, grande diva de l'époque, joue à Nantes, mais le public boude le théâtre Graslin, peut-être parce que le texte est en italien et non en français.
Au cours des années 1930, la troupe résidente compte une trentaine de chanteuses et chanteurs, ainsi que quinze danseuses. Des artistes renommés sont engagés ponctuellement pour des galas : Georges Thill (1897-1984), Ninon Vallin (1886-1961), Germaine Feraldy (1894-1949), Miguel Villabella (1892-1954)…

#### Compositeurs
Le compositeur François-Adrien Boieldieu (1775-1834), assiste en 1819 aux répétitions de deux de ses œuvres, Le Calife de Bagdad et Le Petit Chaperon rouge, et aux représentations de Zoraïne et Zulnare, au terme desquelles il est acclamé par le public,. Il est suivi en 1821 par Esprit Auber (1782-1871) qui vient assister à une de ses œuvres, Emma.
Le 17 décembre 1845, c'est Franz Liszt qui donne un concert en deux parties, qui suscite l'enthousiasme du public,.
En 1885, le compositeur Jules Massenet (1842-1912) dirige lui-même l'orchestre lors des représentations de deux de ses opéras, Manon et Hérodiade. En 1897, Vincent d'Indy (1851-1831) fait de même pour son opéra Fervaal.

#### Artistes dramatiques
Le premier artiste de premier plan qui se produit dans le théâtre Graslin après sa reconstruction est Talma (1763-1826), qui le 15 octobre 1813 interprète Oreste dans Andromaque. Il joue des rôles dans trois autres classiques — Hamlet, Manlius et Les Templiers — jusqu'au 26 octobre. Il revient jouer en 1818,. Il est suivi en 1816 et 1826 par Mademoiselle Mars.
En 1829, le jeune François-Joseph Regnier (1807-1885) est intégré dans la troupe du théâtre, deux ans avant d'entrer à la Comédie-Française. L'année 1838, ce sont Mademoiselle George (1787-1867), Frédérick Lemaître (1800-1876) et Marie Dorval (1798-1849) qui viennent jouer. Rachel (1821-1858) se produit également à Graslin, en 1845 ; elle s'installe dans l'Hôtel de France. Il est possible que ce soit là qu'elle ait mis au monde son fils Alexandre, issu de sa liaison avec le comte Walewski, le 30 décembre 1845.
Virginie Déjazet (1798-1875) vient plusieurs fois à Nantes, notamment en 1858, année au cours de laquelle elle donne à Graslin une représentation dont les bénéfices sont versés à la mère d'une souffleuse du théâtre, afin qu'elle rachète du temps de service militaire à son fils. L'argent servira en fait à construire une maison, baptisée villa Déjazet Virginie Déjazet est à l'origine du succès de la maison de costumes Peignon.

### Fonctionnement de la troupe

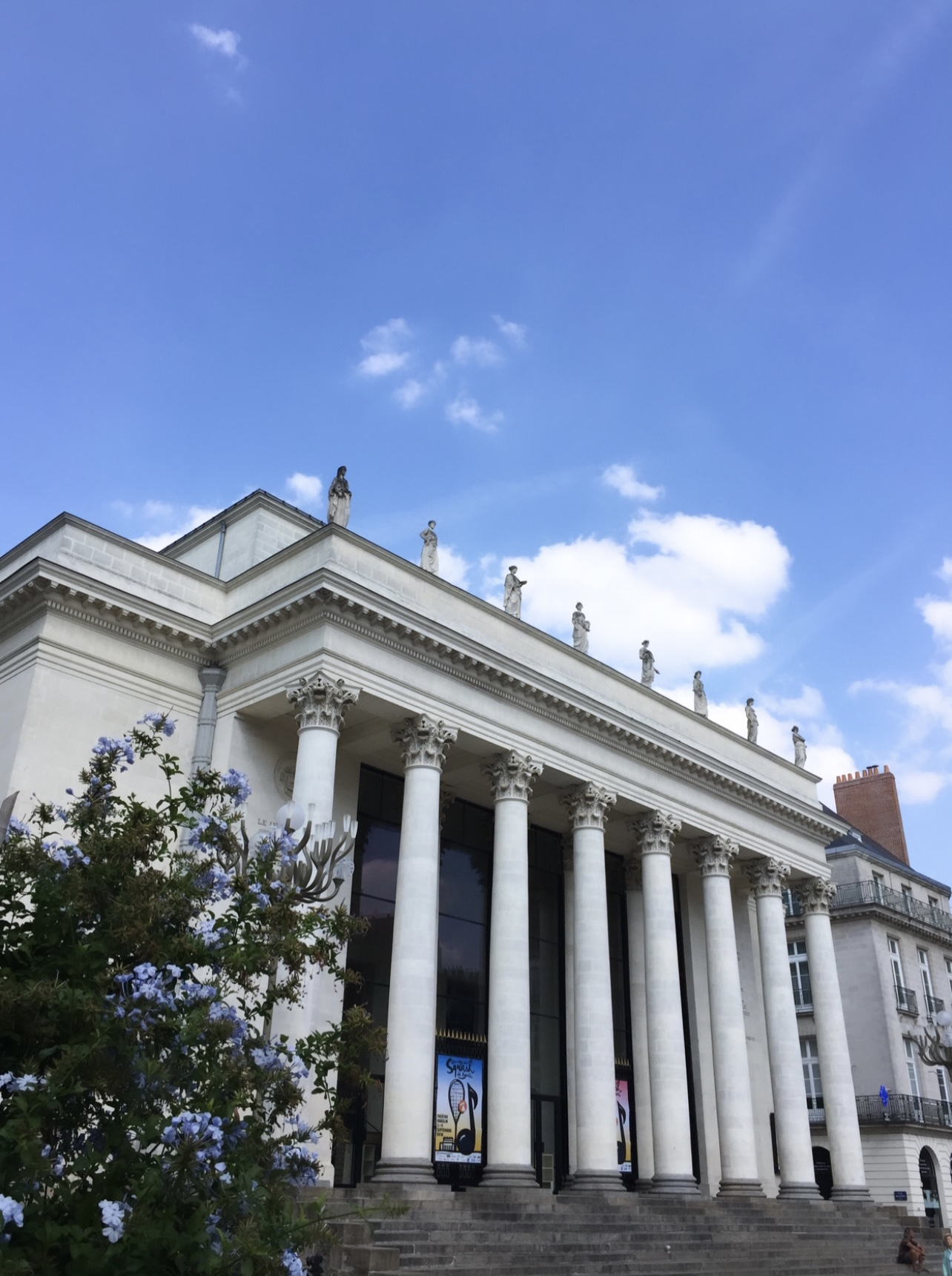
Le théâtre Graslin.

Dès l'origine, le théâtre est administré par un directeur, qui loue le théâtre à la ville. Mais ce directeur ne choisissait pas les artistes. Au début du XVIIIe siècle, le recrutement était effectué par les abonnés, qui votaient par acclamation, « lors du scrutin des débuts ». Les nouvelles recrues devaient se produire devant la salle comble, et interpréter trois extraits d'opéra (un seul extrait pour les artistes déjà en place). Le public exprimait alors son choix par acclamation ou par huée, ce qui était très inconfortable pour les artistes. Vers 1840, la procédure fut changée : il devint interdit de protester pendant les prestations des artistes. Quelques spectateurs étaient ensuite tirés au sort, se réunissaient et votaient à huis clos.
Ce mode de recrutement périclita lorsque l'assiduité des abonnés à ces séances faiblit. Au début des années 1883, on assista même à l'absence de tous les abonnés convoqués pour le vote. Au début de la saison 1883-1884, le « suffrage universel » des abonnés présents aux séances de recrutement fut institué. Mais ces votes se révélèrent trop généreux. En 1893, il est décidé que le corps électoral s'étendrait aux abonnés annuels et mensuels, et qu'une commission de quinze personnes désignées par le maire participerait au choix. Cette tradition prend fin à la Première Guerre mondiale.

## Le théâtre Graslin dans la culture populaire
Il apparaît dans une scène des films :
- Lola de Jacques Demy, réalisé en 1960 ;
- Jacquot de Nantes, d'Agnès Varda, réalisé en 1990.